# Musée national du Bargello
Le musée national du Bargello est un musée de Florence installé depuis 1865 dans le palais du Bargello qui lui donne son nom, avec des collections de sculptures gothiques et de la Renaissance, qui sont les plus importantes d'Italie et qui sont considérées parmi les plus remarquables au monde. Elles comprennent des chefs-d’œuvre de Michel-Ange, Donatello, Ghiberti, Cellini, Giambologna, Ammannati et d’autres sculpteurs importants, ainsi qu’une grande collection d’arts appliqués.
Il fait partie des musées du Bargello avec les chapelles des Médicis, l'église d'Orsanmichele, le Palazzo Davanzati et le Palazzo Martelli.
En 2016, il est le trente-septième musée le plus visité d'Italie avec 213 598 visiteurs, en baisse par rapport à 2015.

## Histoire
Dans les années 1840, le baron Seymour Kirkup, avec d'autres donateurs, finance une série de recherches à l'intérieur de la chapelle sainte Marie-Madeleine du palais et de la prison du Bargello, à la suite desquelles, le 21 juillet 1840, le peintre et restaurateur Antonio Marini met au jour un portrait de Dante Alighieri, qui selon Giorgio Vasari avait été peint par Giotto. Cela relance l'intérêt pour le bâtiment, qui est restauré sous la direction de l'architecte Francesco Leoni, assisté par Pasquale Poccianti. Suite également à l'intérêt provoqué par la découverte, la restauration de l'ensemble du bâtiment commence en 1857. En 1859, un décret royal destine le palais à accueillir un musée sur la civilisation toscane.
Une fois la prison transférée à Murate, la restauration se poursuit jusqu'en 1865 sous la direction de Francesco Mazzei qui, après avoir restauré son aspect ancien, tente de récupérer ou de refaire les ornements architecturaux de toutes pièces. Il confie les décorations picturales des chambres à Gaetano Bianchi qui s'inspire des monuments de la même époque.
Le 22 juin 1865, le musée est inauguré sous son nom actuel de « musée national du Bargello » avec au rez-de-chaussée, deux salles d'armures aménagées avec des objets provenant en partie de l'armurerie des Médicis et l'autre de la garde-robe du Palazzo Vecchio, et une salle de sculptures des XVe et XVIe siècles. Les sculptures de la salle des Cinq-Cents du Palazzo Vecchio, devenu entre-temps le siège du parlement du royaume d'Italie, sont placées dans la salle du premier étage.
Par la suite, des sculptures en bronze et en marbre et les collections d'arts appliqués viennent du musée des Offices: majolique, cire, ambre, ivoire, orfèvrerie, émaux et bronzes, certains d'entre eux transférés en 1928 au Trésor des Grands-ducs. D'autres proviennent à la fois de dons et de prêts de particuliers et d'institutions publiques : sceaux des archives d'État de Florence et pièces de monnaie de la Monnaie. Finalement, les terrecotte invetriate, les sculptures et l'orfèvrerie sacrée arrivent à la suite du Risorgimento et de la suppression des ordres monastiques qui en résulte.
À l’occasion des 500 ans de la naissance de Donatello en 1886, une salle est destinée à abriter des œuvres de l’artiste et des sculptures florentines du XVe siècle.
La donation de la collection de l'antiquaire lyonnais Louis Carrand date de 1888, la donation Conti de 1886, la donation Ressman de 1899 et la donation Franchetti de 1906, enrichissant le secteur des arts appliqués.
Durement touchée par les inondations de 1966 de Florence, le musée connaît ensuite une série de restaurations, de modernisation des installations et de réorganisation des collections.

## Collections
Le musée occupe trois niveaux du palais.

### Salles du rez- de-chaussée

#### Cour

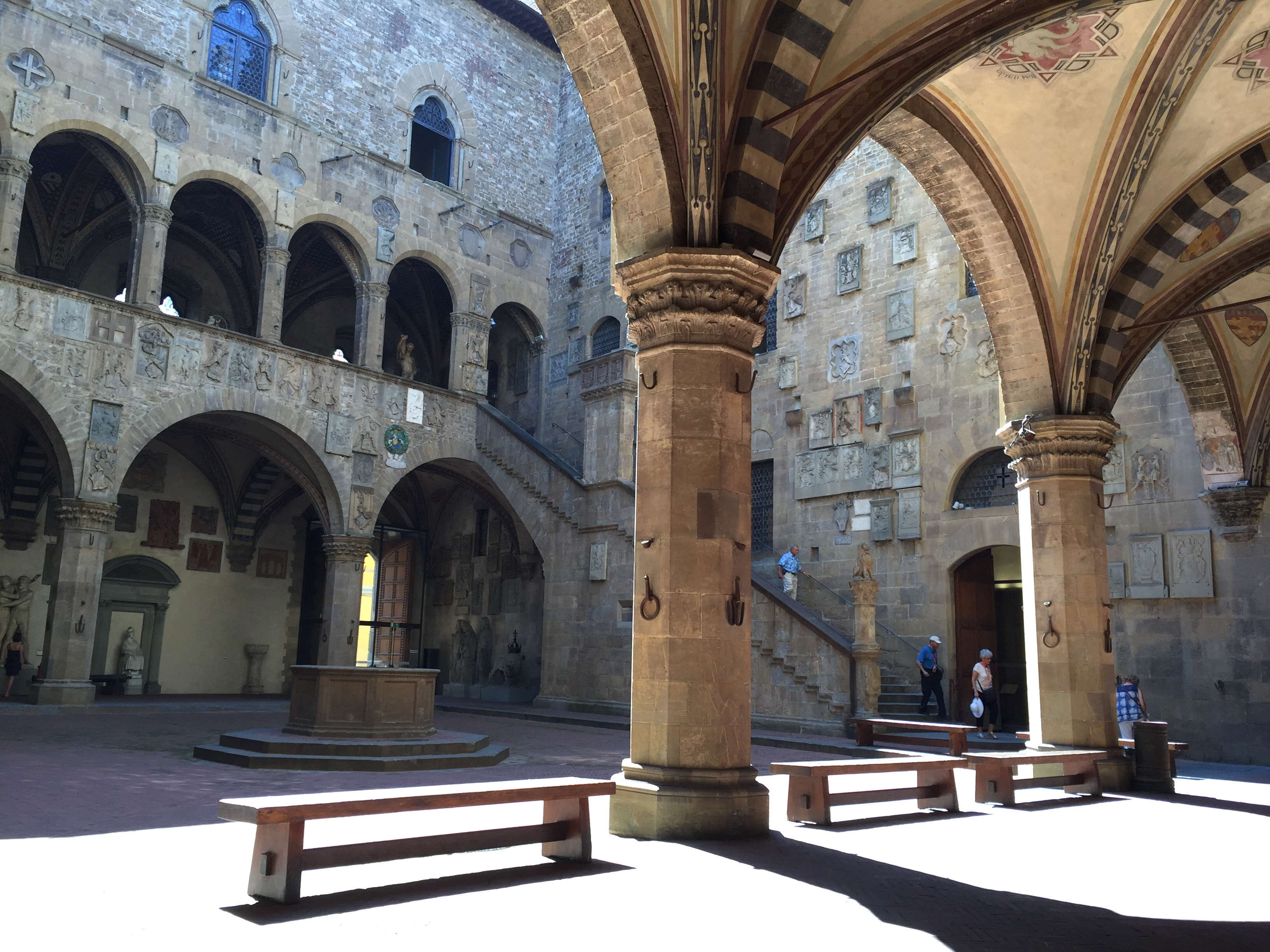
Vue de la cour.

La cour (cortile en italien), dotée de portiques sur trois côtés avec des arcs en plein cintre sur des piliers octogonaux, a été construite au XIIIe siècle et enrichie au siècle suivant par le balcon et l'escalier gothiques, ce dernier construit sur un côté sans portique par Neri di Fioravante entre 1345 et 1367.
Du fait de l'utilisation du palais comme prison, les arcs de la loggia et de la véranda furent bloqués. Dans la seconde moitié du XIXe siècle, la cour est la partie du palais la plus mise en valeur par les restaurations de Mazzei ; les loggias et la véranda sont rouvertes et les armoiries survivantes des podestats et des juges de la Roue sont restaurées, dans les voûtes sous les loggias, ainsi que les fresques de Gaetano Bianchi avec les bannières des quartiers et quelques armoiries des maires.
L’aménagement présente des sculptures provenant du Palazzo Vecchio et des jardins de Boboli et du Castello. Un joli puits octogonal se trouve au centre de la cour ; on y trouve aussi de précieuses statues en marbre, comme les six sculptures allégoriques de Bartolomeo Ammannati, quelques reliefs de Benedetto da Maiano et le Canon de saint Paul de Cosimo Cenni (1638).
Œuvres présentes dans la cour :

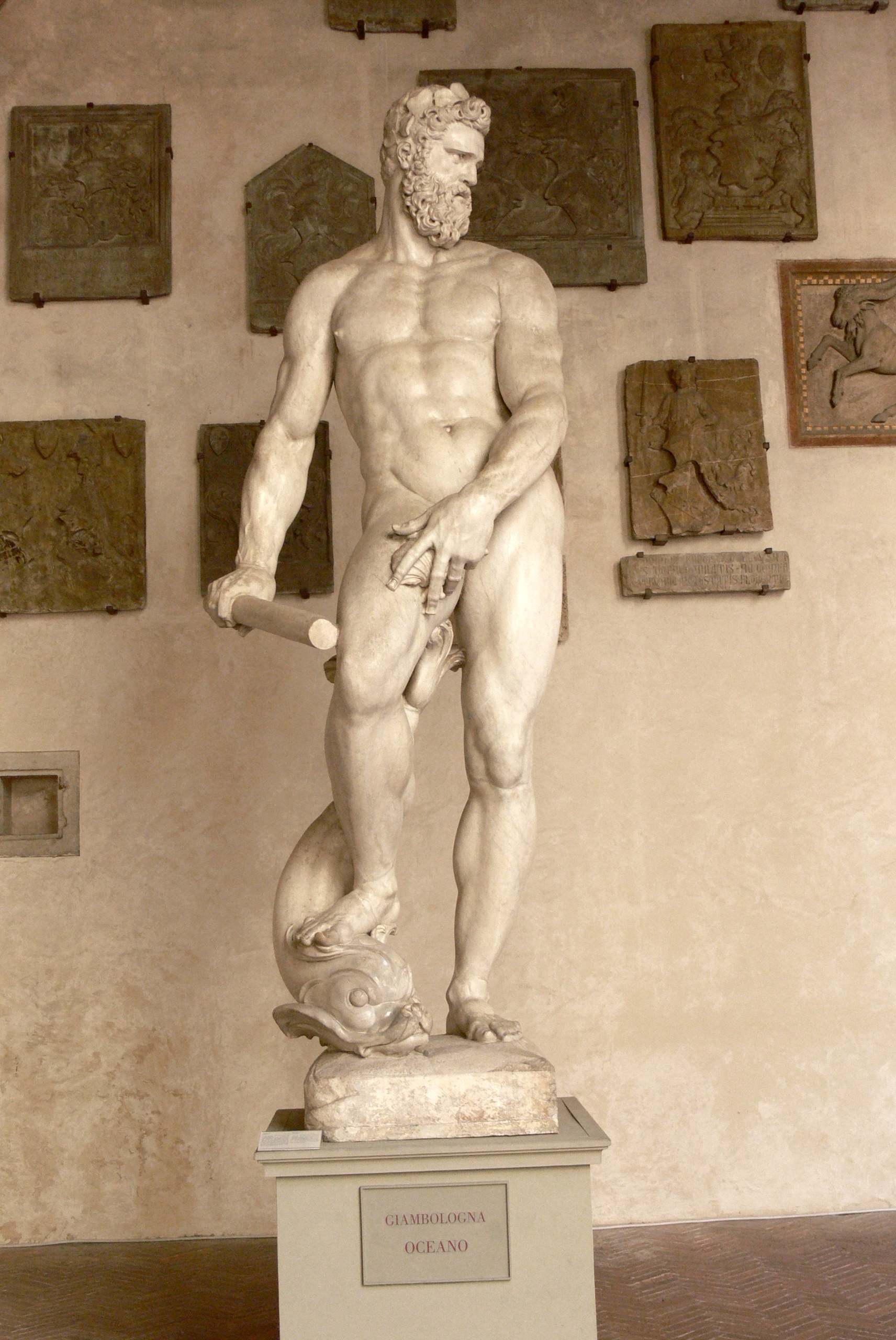
Océan de Giambologna.

- La Tempérance, Allégorie de Florence, Junon et Paon, Arno, Terra, Arbia, (1556-15561) de Bartolomeo Ammannati
- Océan (1570-1575) de Giambologna
- Divinités fluviales de Francesco Camilliani
- Canon de saint Paul et Faucon (1638) de Cosimo Cenni
- Dauphin de fontaine (1809) de Battista Giovannozzi
- Incoronazione di Ferdinando d'Aragona da parte del cardinale Latino Orsini nel 1459 et les Six Musiciens de Benedetto da Maiano
- Le Pêcheur (1877) de Vincenzo Gemito
- La Vierge et les saints Pierre et Paul (1328) de Paolo di Giovanni
- Saint Jean-Baptiste de Domenico Pieratti (it)
- Saint Luc (1403-1406) de Niccolò di Piero Lamberti
- Alphonse d'Aragon attribué à Francesco Laurana
- Chandelier en fer forgé de Giulio Serafini
- Art florentin : frise avec dauphins, pile avec armes des Bordoni

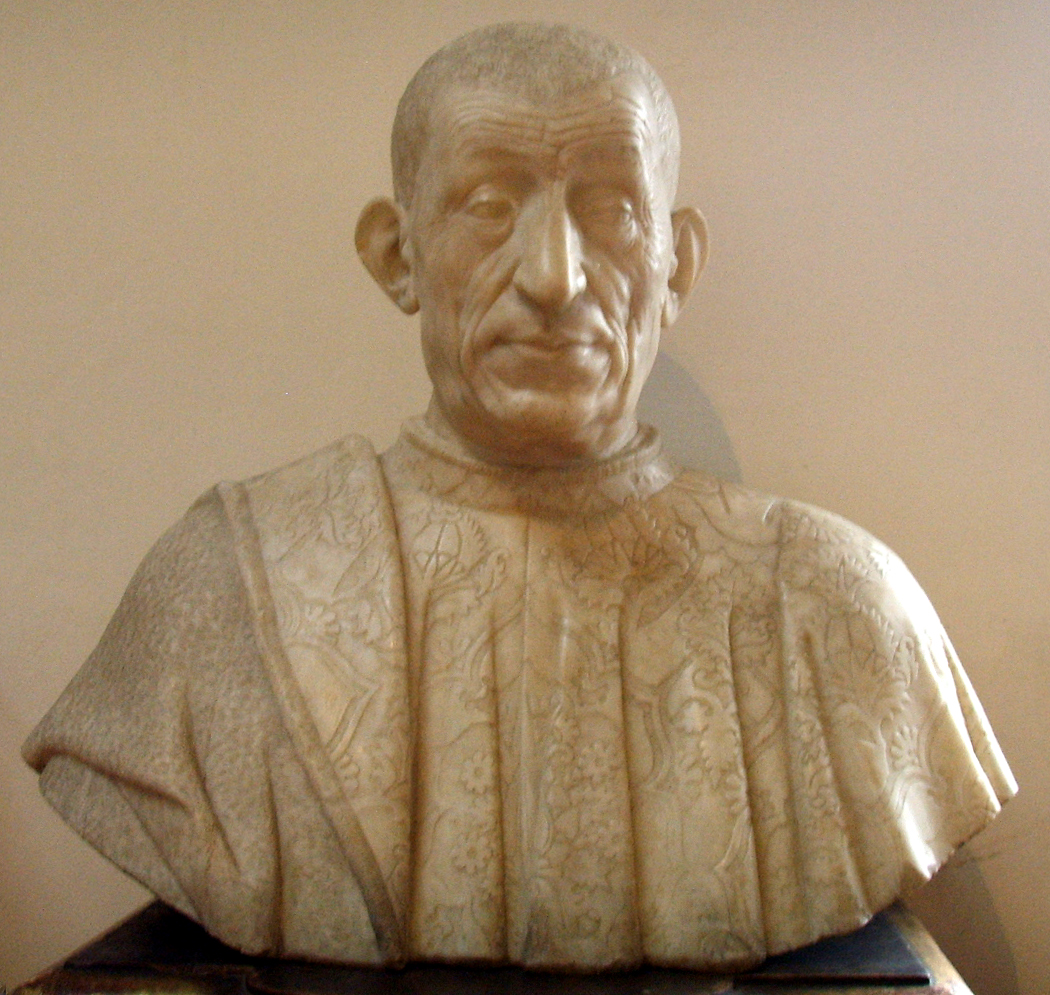
Benedetto da Maiano, Buste de Pietro Mellini
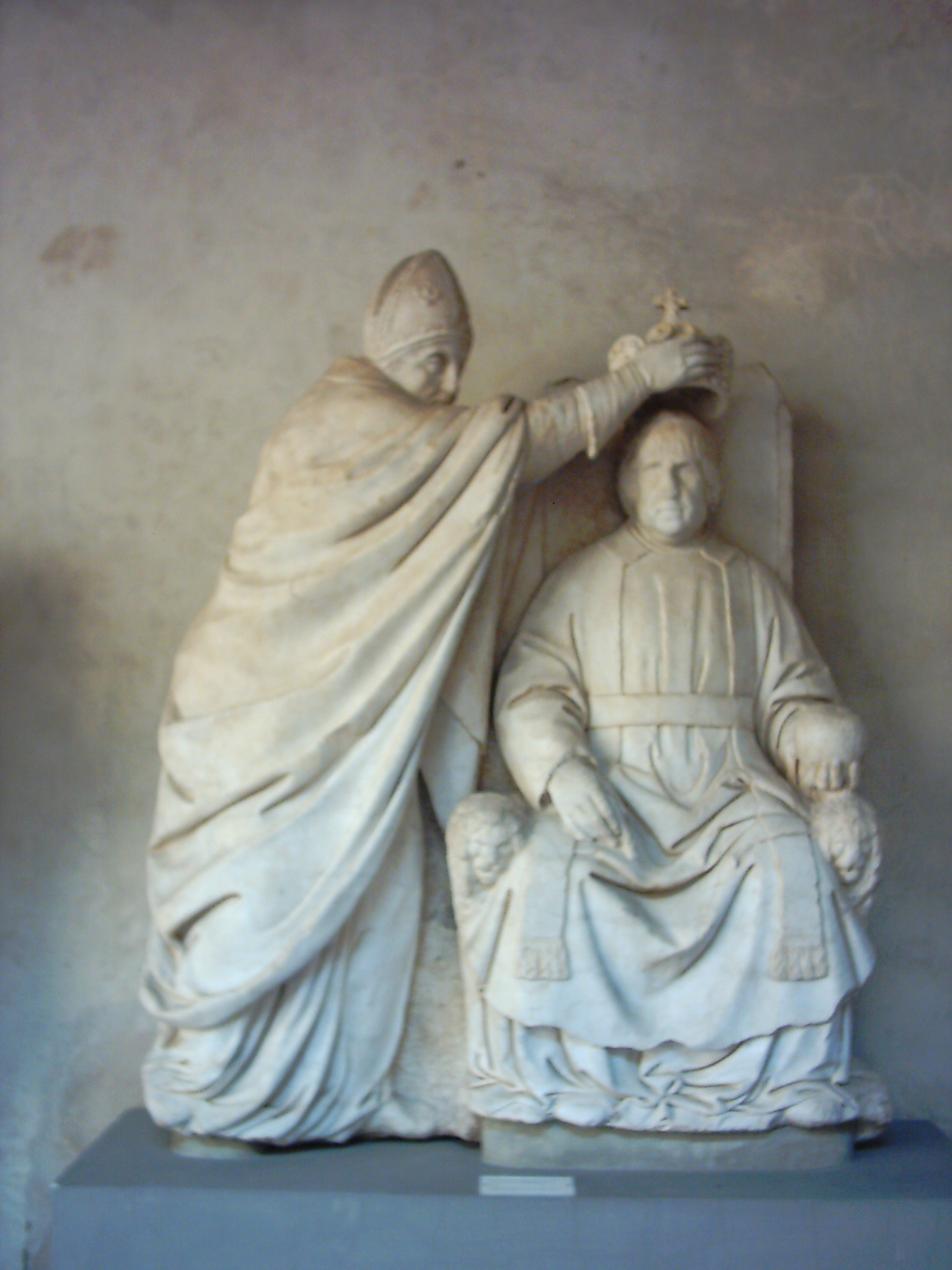
Benedetto da Maiano, Couronnement de Ferdinand II d'Aragon
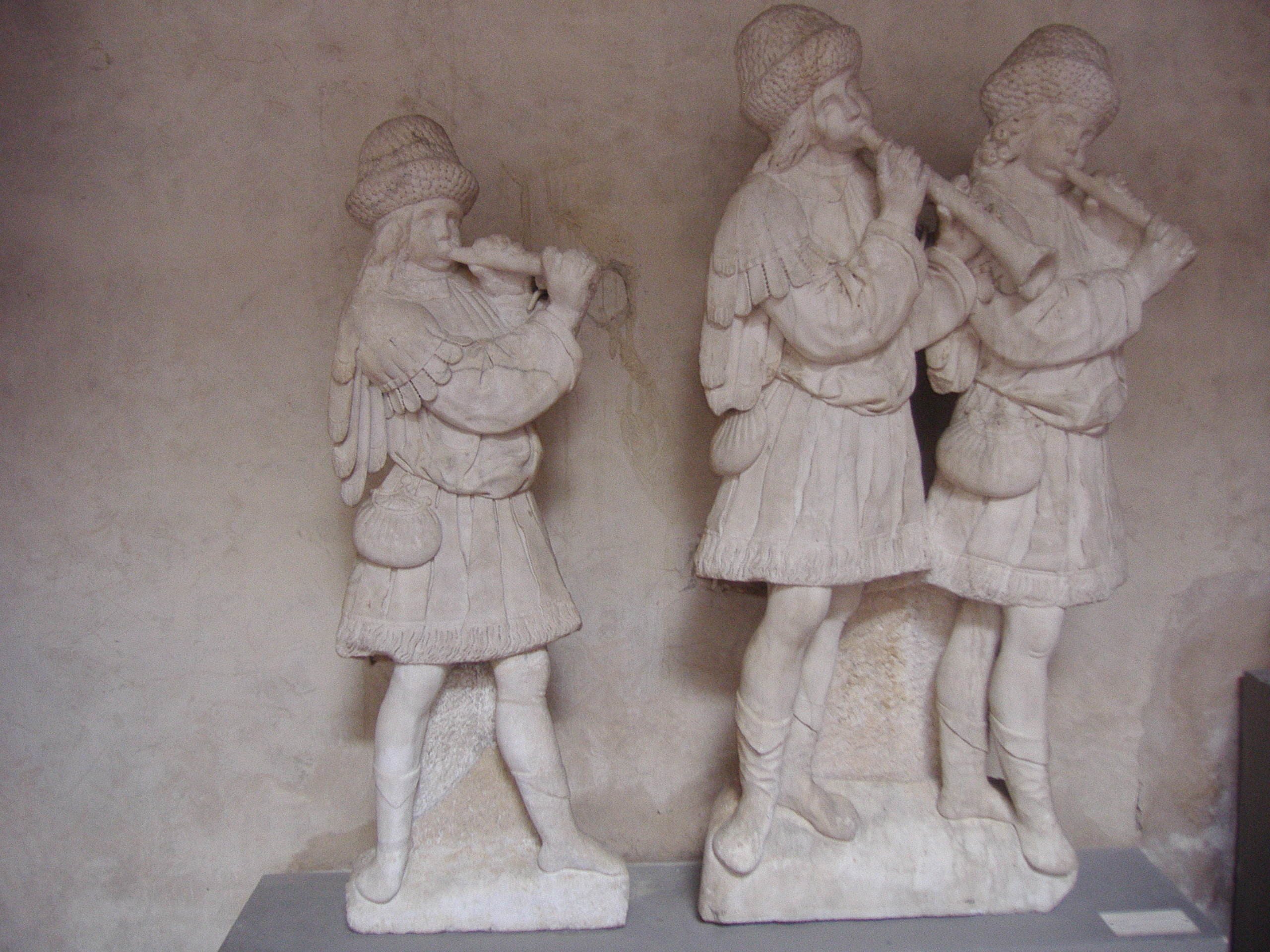
Benedetto da Maiano, Musiciens pour le couronnement de Ferdinand II d'Aragon

#### Salles de sculpture médiévale ou duXIVesiècle
Accessibles depuis le côté est de la cour, ces deux salles sont normalement destinées aux expositions temporaires. Elles abritaient à l'origine quelques sculptures de la période précédant la Renaissance, comme la Vierge à l'Enfant de Tino di Camaino ou le groupe des Trois Acolytes d'Arnolfo di Cambio, aujourd'hui au premier étage.

#### Salle de garde dite «de Michel-Ange» et sculpture duXVIesiècle

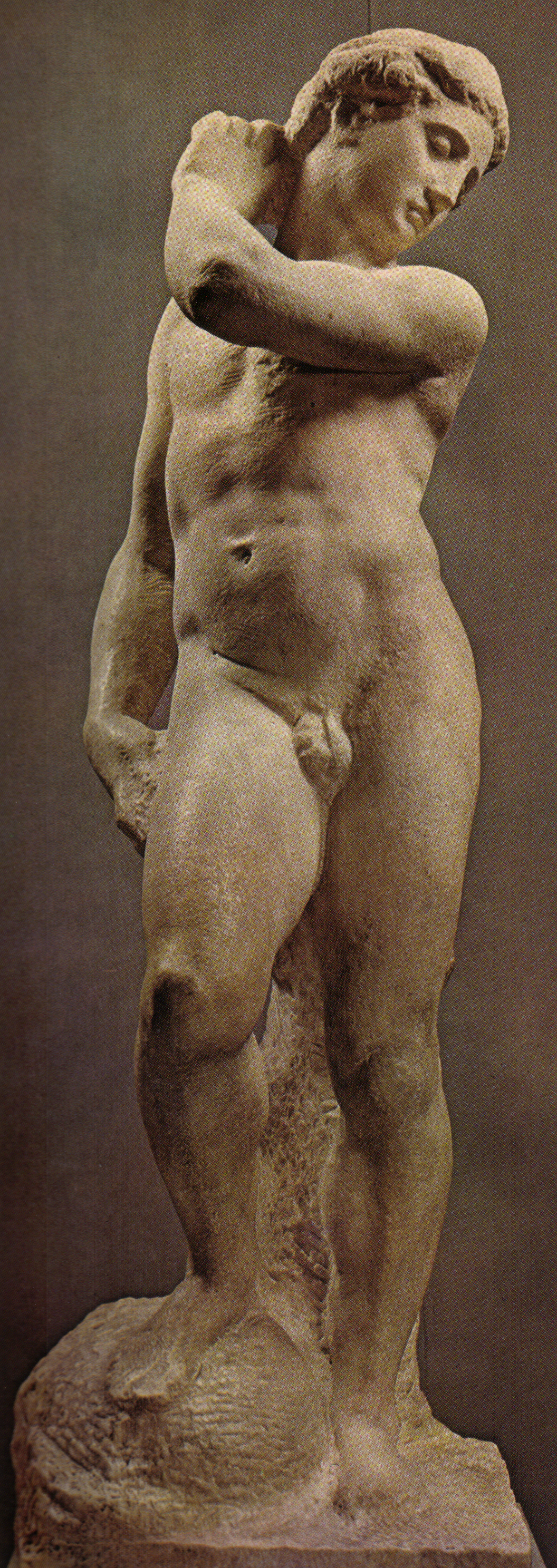
Michel-Ange, Apollon.

La salle, redécorée au milieu du XIXe siècle par Gaetano Bianchi, fut ensuite aménagée avec la collection d'armes des Médicis ainsi que des trophées et des drapeaux. À la suite des inondations de 1966, elle a été blanchie à la chaux ; il ne reste aujourd'hui qu'une fresque giottesque avec la Vierge à l'Enfant avec des prières. Luciano Berti l'a consacrée à la sculpture du XVIe siècle, certaines pièces provenant de la Galerie des Offices en 1874.
Parmi les nombreuses œuvres , celles de Michel-Ange se distinguent, avec quelques œuvres de jeunesse comme Bacchus (1497), sa première sculpture en ronde-bosse sculptée à l'âge de 22 ans et l'un des très rares sujets profanes du grand artiste, avant qu'il ne soit submergé par la vague de religiosité prêchée avec véhémence par Jérôme Savonarole. La figure du Bacchus, presque en équilibre sur un pied, est sculptée dans un style majestueux et bien modelé qui rappelle les sculptures classiques.
Le Tondo Pitti remonte à 1504, un bas-relief en partie inachevé représentant la Vierge avec Jésus et saint Jean enfants, dans lequel certains historiens voient des signes d'influence de compositions similaires de Léonard de Vinci.
L'Apollon date de 1530-32 et n'a pas été clairement interprété, tandis que buste de Brutus de 1539 est le seul buste survivant de Michel-Ange, qui selon Vasari représente Lorenzino de Médicis, appelé « Lorenzaccio » pour avoir tué son cousin le duc Alexandre de Médicis (1510-1537).
La salle est entourée de quelques petites œuvres inspirées du maître, sculptées par Bartolomeo Ammannati, Niccolò Tribolo et Baccio Bandinelli.
Sont aussi présentées les œuvres de Benvenuto Cellini (comme les bronzes originaux de la base de Persée tenant la tête de Méduse sur la Piazza della Signoria, les marbres de Ganymède et Narcisse et le Buste de Cosme Ier) et de Jean Bologne, représenté par l'un de ses chefs-d'œuvre, le bronze agile de Mercure de 1576.
Le Bacchus d'Andrea Sansovino datant d'environ 1515, s'écarte délibérément de l'œuvre de Michel-Ange, tandis qu'un relief en bronze est une œuvre intéressante de Vincenzo Donati.
Œuvres présentes dans la salle :
- Michel-Ange : Bacchus ivre (1496–1497), Tondo Pitti, Apollon, Brutus
- Giovan Francesco Rustici : Madone et le petit saint Jean, La Bataille d'Anghiari, d'après la fresque de Léonard de Vinci au Palazzo Vecchio.
- Benvenuto Cellini : Apollon et Hyacinthe, Ganymède, Cosme Ier, Persée tenant la tête de Méduse (copie en cire et bronze sur le piédestal original, tandis que le Persée original se trouve à la loggia dei Lanzi, sur une copie du piédestal)
- Sansovino : Madone, Bacchus
- Pietro Francavilla : Moïse
- Il Tribolo : Le Jour, L'Aurore, Le Crépuscule, Fleuve
- Giambologna : Apennin, Mercure, Florence victorieuse de Pise, Bacchus
- Bartolomeo Ammannati : Guerrier gisant, La Victoire

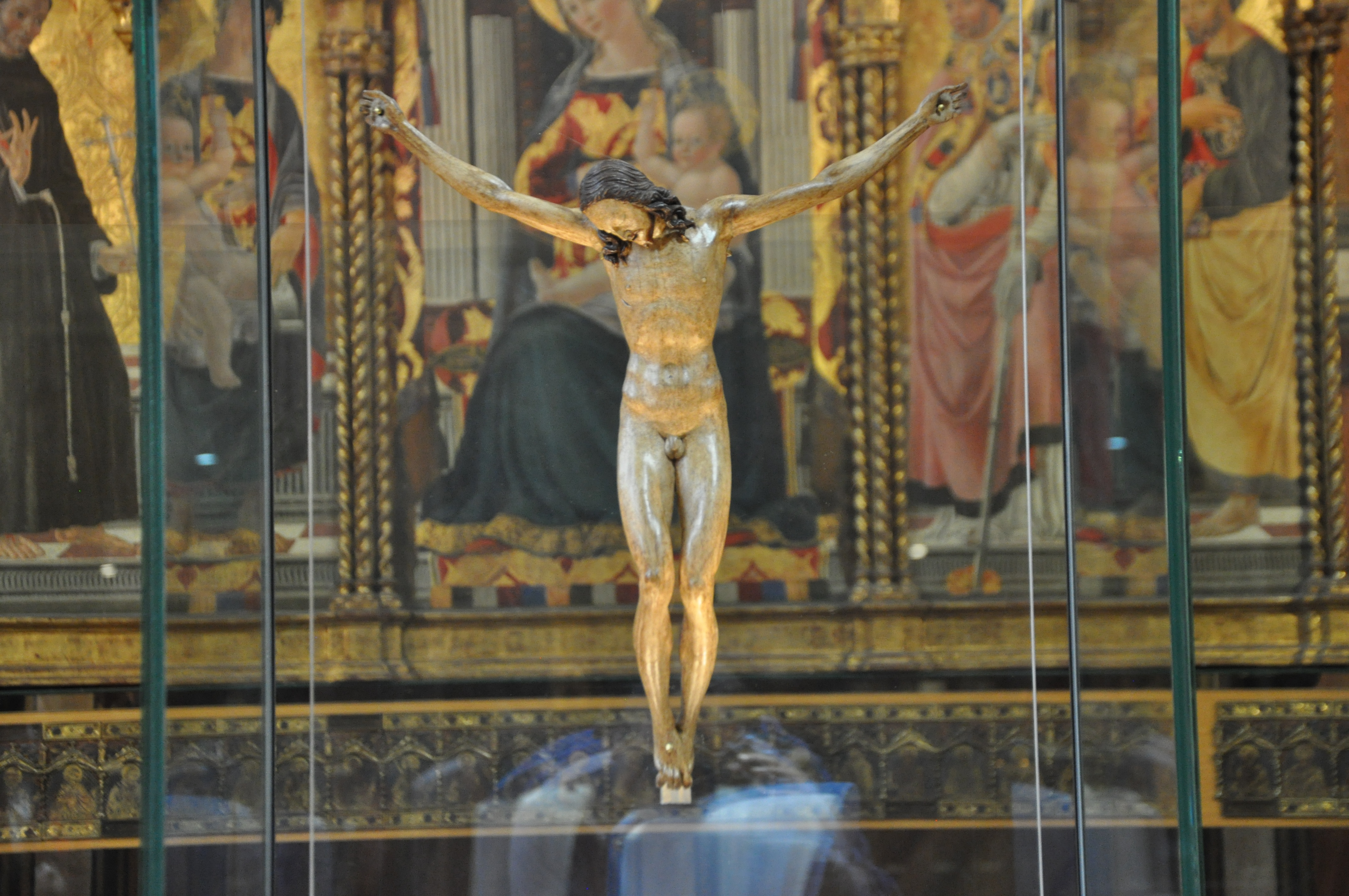
Crucifix attribué à Michel-Ange
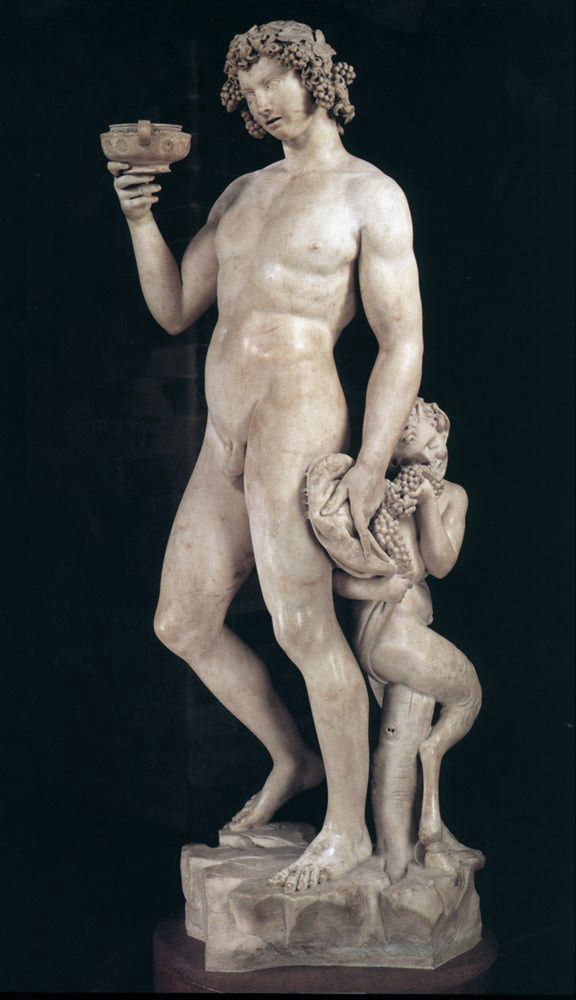
Michel-Ange, Bacchus
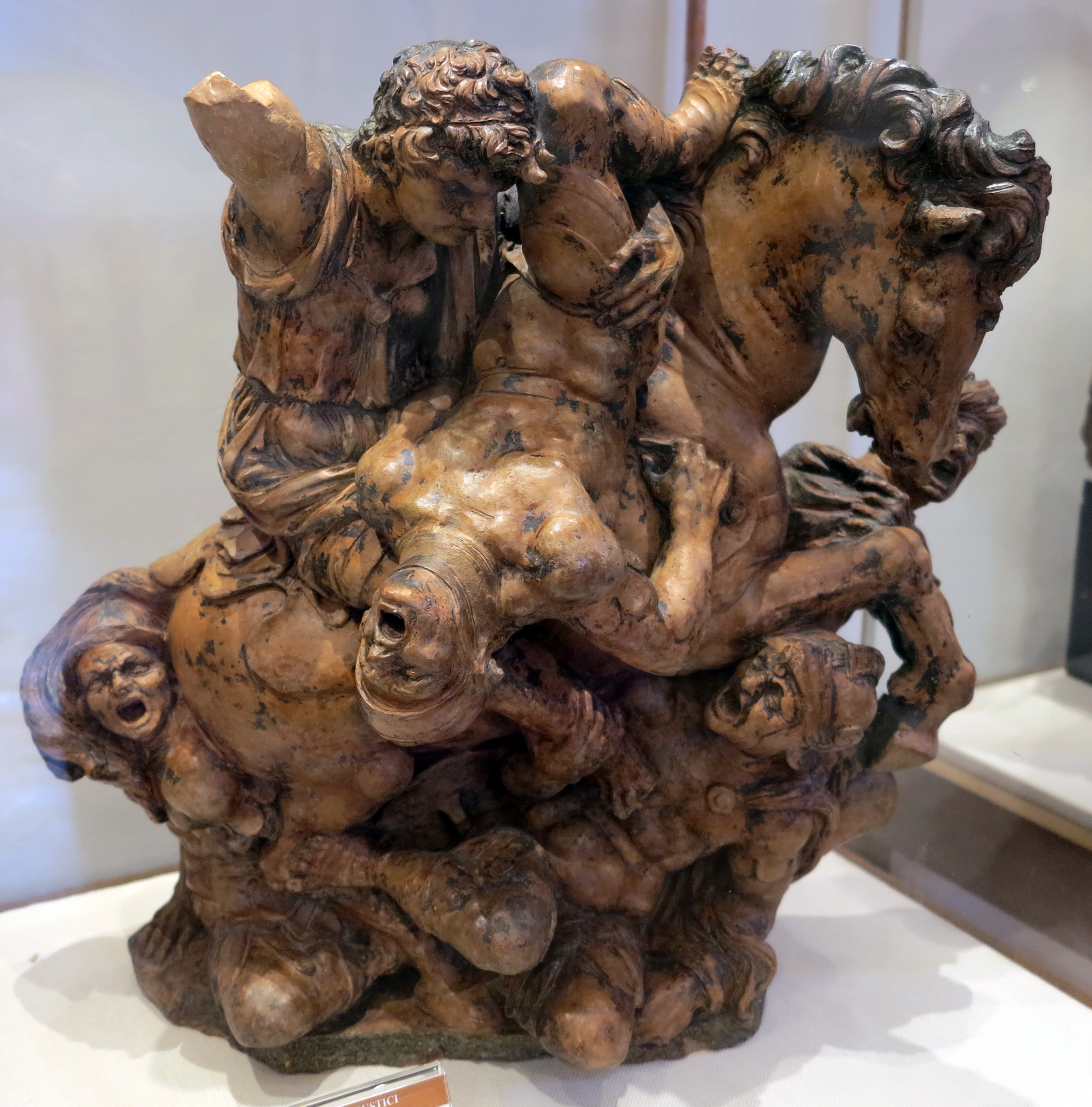
Giovan Francesco Rustici, La Bataille d'Anghiari, d'après Léonard de Vinci

### Salles du premier étage

#### Salle des ivoires
La salle est aménagée avec les ivoires entrés au Bargello en 1889 avec la collection Carrand, un antiquaire français qui fit don de sa collection à Florence. L'exposition, réorganisée en 1988, a été enrichie d'objets en bois, en cuir et en os d'usage similaire. Aux murs se trouvent des peintures et des statues en bois.

#### Chapelle Marie-Madeleine et sacristie

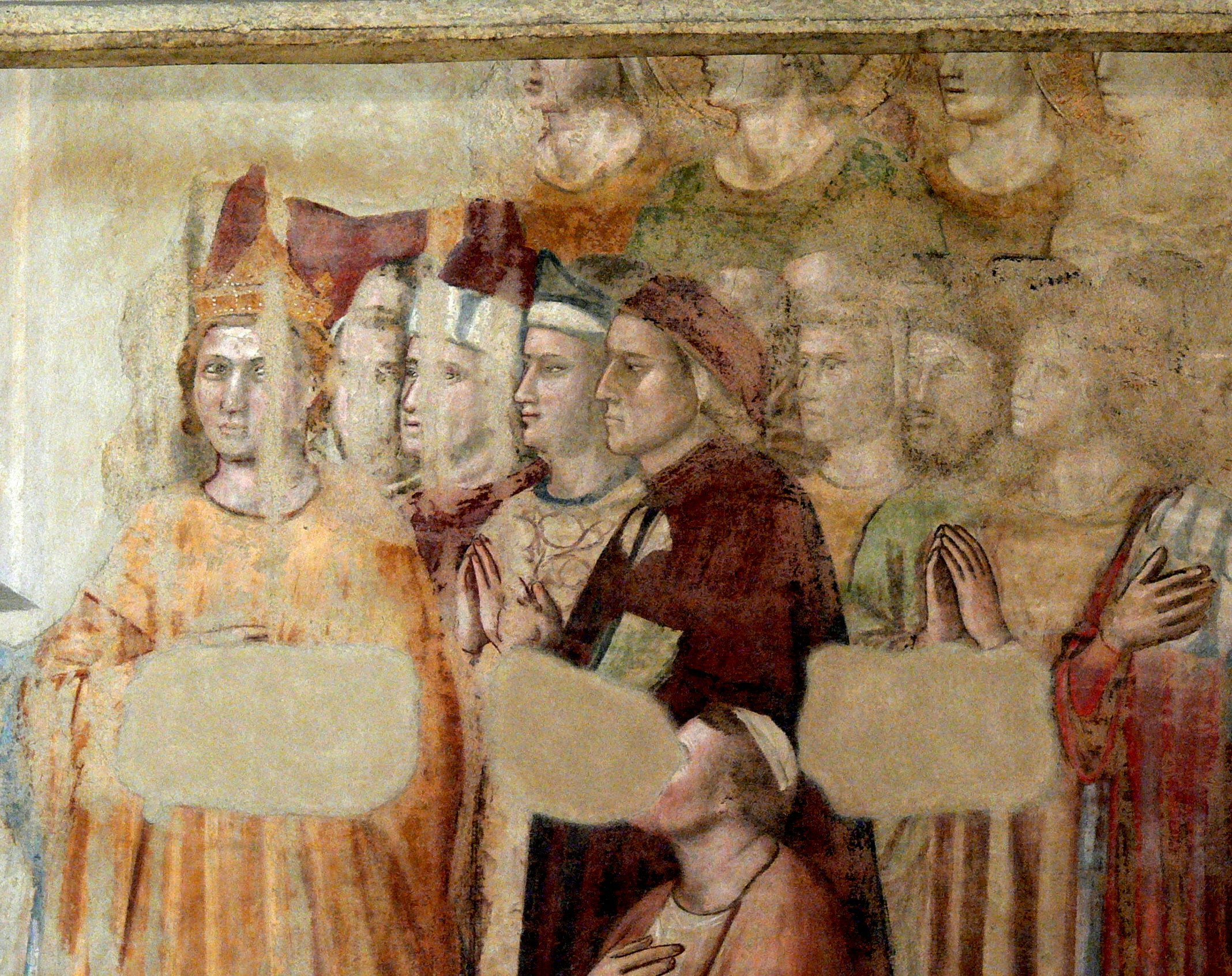
Fresque de Giotto avec le portrait de Dante (avant 1337).

La chapelle du premier étage, avec une voûte en berceau ogivale et des fenêtres à une seule baie, a été construite après 1280. Les condamnés à mort s'y arrêtaient avant de commencer leur chemin vers la potence, assistés par les Battuti de' Neri qui faisaient partie de la confrérie Santa Maria della Croce al Tempio. Cet usage explique les fresques attribuées à l'atelier de Giotto (1340) : sur les murs latéraux, les Histoires de sainte Marie l'Égyptienne, de sainte Marie Madeleine, de saint Jean-Baptiste, exemples fameux de pénitents et de pécheurs rachetés ; sur le mur d'entrée est représenté l'Enfer, et sur le mur du fond le Paradis, où parmi les élus Dante Alighieri est représenté tenant la Divine Comédie, le portrait le plus ancien et probablement le plus proche de la réalité du grand poète.
Sur le mur du fond se trouvent également deux fresques de la fin du XVe siècle : la Vierge à l'Enfant de Sebastiano Mainardi et Saint Jérôme pénitent de Bartolomeo di Giovanni.
Lors de la transformation du bâtiment en prison, les fresques ont été effacées et la salle fut divisée en deux étages, l'un destiné à abriter les condamnés à mort en attente d'exécution, l'autre à servir de garde-manger. Avec la restauration au milieu du XIXe siècle, le chœur et le pupitre de Bernardino della Cecca de la basilique San Miniato al Monte ont été placés dans la chapelle, tandis que le triptyque de Giovanni di Francesco a été installé sur l'autel et les œuvres d'orfèvrerie dans les vitrines sacrées.
Œuvres présentes dans la chapelle Marie-Madeleine et la sacristie :
- Fresque de Giotto avec le portrait de Dante
- Tondo de l'Esprit Saint, Luca della Robbia
- Saint François stigmatisé atelier de Giotto
- candélabre aux armes des Médicis de Valerio Cioli
- pièces d'arts religieux siennois, toscan, florentin, lombard, vénitien, ombrien, français avignonnais, allemand : calices, reliquaires, croix, patène, candélabres, plaques votives

#### Collection Carrand

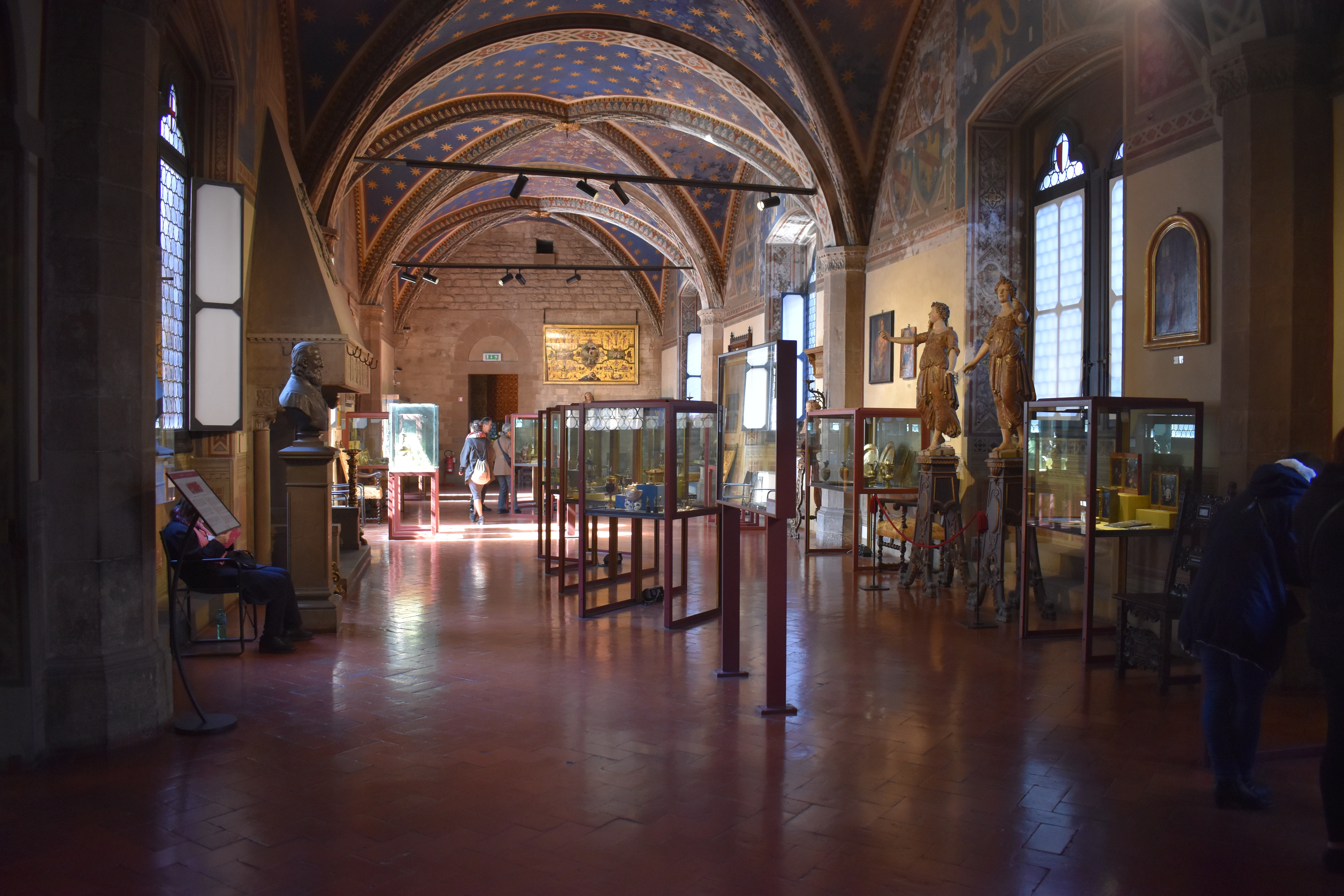
Salle Carrand.

La salle, appelée salle du Duc d'Athènes jusqu'en 1888, à laquelle appartiennent les armoiries des fresques, contient une partie des objets donnés par Louis Carrand en 1888 : pièces d'orfèvrerie, émaux de Limoges, métaux, objets indiens, sculptures et peintures. Elle comporte une importante collection de tableaux et d'objets d'arts (émaux, ivoires, camées, métaux, etc.) du Moyen Âge et de la Renaissance provenant d'Italie et de France.
Œuvres présentes dans la Collection Carrand :
- Noli me tangere et le Couronnement de la Vierge du Maître du Codex de saint Georges
- Crosse dite de Ragenfroid[5]. Cette crosse a été découverte dans un tombeau de l'abbaye Saint-Père-en-Vallée de Chartres, en 1793. Il a été affirmé qu'elle se trouvait dans le tombeau de l'évêque Ragenfroid, sans preuve, connu comme évêque vers 941-955.

#### Salle des collections islamiques
En 1571, la salle est divisée en trois salles avec la transformation du palais en prison ; ce n'est qu'avec la restauration du XIXe siècle qu'elle est ramenée à sa taille originale, meublée d'œuvres céroplastiques de Gaetano Zumbo, de sceaux médiévaux et de  tapisseries de la Collection Louis Carrand. Depuis 1982, la salle accueille des objets islamiques, provenant des collections grand-ducales, Carrand, Franchetti et Ressman, parmi lesquels des objets métalliques des XIIIe – XVe siècles, des majoliques, des ivoires, des bijoux, des armes, cinq tapis et des tissus.
Une vitrine y a été cambriolée en juillet 2006 pendant les heures normales d'ouverture ; trois bijoux de grande valeur ont été volés : un collier en or et une paire de boucles d'oreilles du XIIIe siècle, une bague avec pendentif du XIIIe siècle. L'alarme n'e s'est pas déclenchée malgré la fracture et le vol n'a été découvert que lorsque les malfaiteurs ont pris la fuite.

#### Salle de Donatello et de la sculpture duQuattrocento
La salle, construite entre 1340 et 1345 par Neri di Fioravante lors de l'édification du palais, servait de salle du Conseil Général. Restaurée entre 1857 et 1865, décorée de fausses fresques, à l'occasion du cinquième centenaire de la naissance de Donatello en 1887, elle est consacrée aux sculptures de ce dernier et à celles florentines du début du XVe siècle, disposées symétriquement selon les préceptes muséographiques du XIXe siècle.

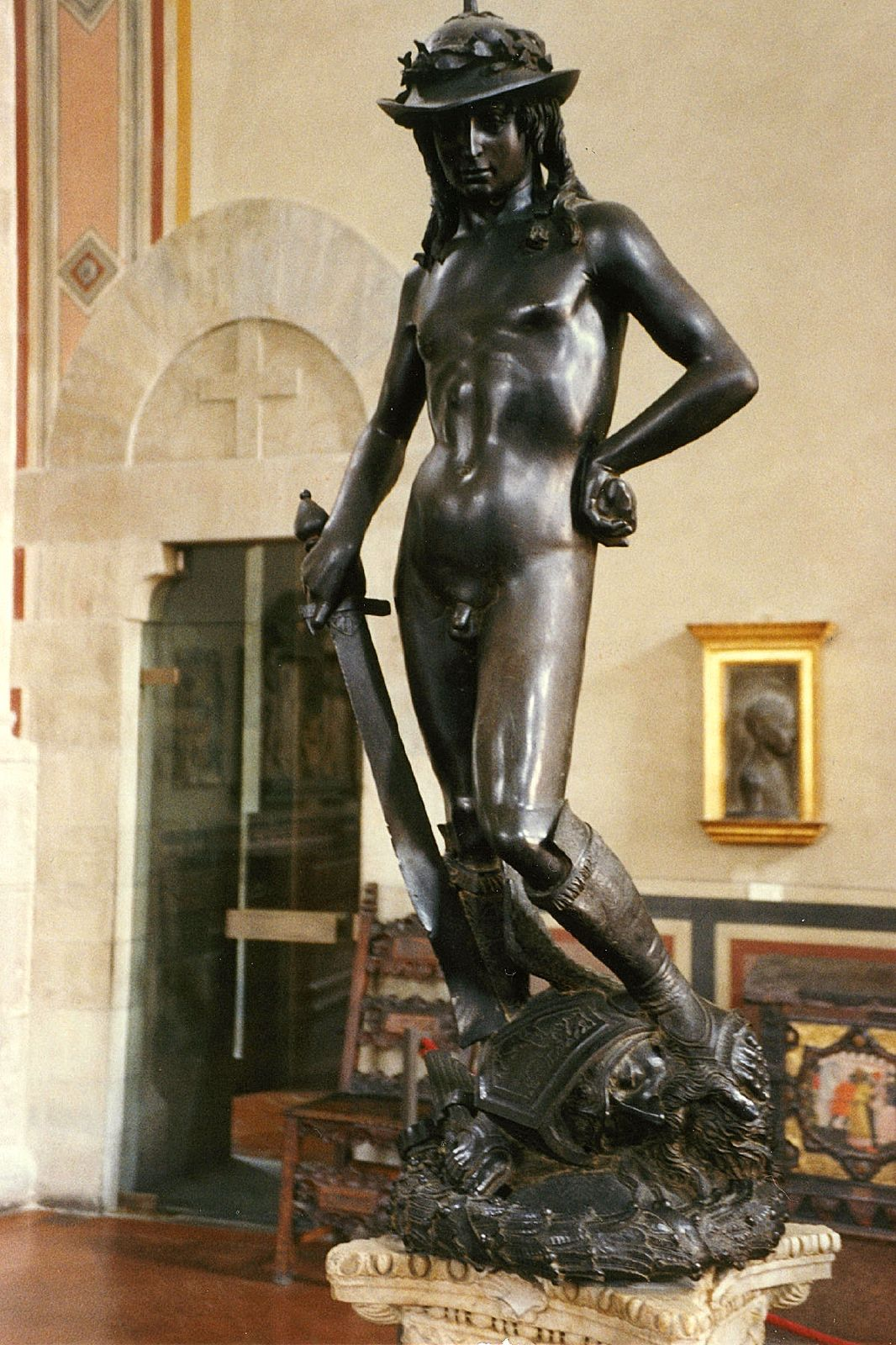
David de Donatello, 1440-50.

Parmi les chefs-d'œuvre conservés, certaines des meilleures œuvres de Donatello se distinguent, comme le Saint Georges provenant d'une niche de l'église d'Orsanmichele, les deux David, l'un des premiers en marbre (1408-09) et le très célèbre en bronze d'environ 1440, au beau modelé et à l'harmonie surprenante avec différentes vues tridimensionnelles, premier nu de l'art occidental depuis l'art de la Rome antique. D'autres de ses œuvres y sont conservées : le Buste de Niccolò da Uzzano, un portrait d'un réalisme marqué en terracotta, le Marzocco (1418-1420), un lion en pietra serena qui pose une patte sur le symbole de Florence, devenu symbole de la ville depuis qu'il a été placé Piazza della Signoria (aujourd'hui il est représenté sur la place par une copie, alors que l'original est au présenté ici) et les œuvres de maturité comme le bronze  d' Attys-Amore, restauré en 2005, et la Crucifixion.
Des œuvres importantes d'autres artistes se trouvent également dans cette salle, comme les deux célèbres panneaux du Sacrifice d'Isaac que Lorenzo Ghiberti et Filippo Brunelleschi ont fondus en 1401 pour participer au concours pour la porte nord du baptistère de Florence, universellement reconnue comme la première œuvre absolue où l'on constate un dépassement du style gothique vers un plus grand classicisme typique de la Renaissance.
D'autres œuvres sont contemporaines, comme celles d' Agostino di Duccio, Michelozzo, Luca della Robbia (œuvres de la période sculpturale, avant l'invention de la terre cuite polychrome, comme les Histoires de saint Pierre et la Madone della Mela) et Desiderio da Settignano, qui fut un élève de Donatello, représenté ici par un San Giovanninno en bois, autrefois attribué à Donatello, et la Madone Panciatichi, un bas-relief en marbre.
Œuvres présentes dans la salle :
- de Donatello :
  - David en marbre (1409),
  - Saint Georges (1416–1417), originellement à Orsanmichele,
  - David en bronze (1440–1450),
  - Marzocco (1418–1420), originellement sur la place de la Seigneurie
  - Buste de Niccolò da Uzzano (1432)
  - armoiries des Martelli (pierre arenaria peinte et dorée et repeints du XXe siècle)
  - tête barbue, Crucifixion, buste de jeune garçon (attribuées)
- David et Dama col mazzolino d'Andrea del Verrocchio (1475),
- Saint Jean, Madones, Sibylle de Michelozzo Di Bartolomeo
- Madone dite « della mela », Madone dite « génoise », Saint Pierre libéré de sa prison, Crucifiement de saint Pierre de Luca Della Robbia
- Hercule et Antée d'Antonio Pollaiuolo
- Statua sepolcrale di Mariano Sozzini sr de Il Vecchietta
- Madone, Saint Jean de Desiderio da Settignano
- Madone et anges d'Agostino di Duccio
- Complainte sur le Christ mort, Triomphe de bacchus, Orphée (ou Apollon), Bataille entre les Romains et les Barbares de Bertoldo di Giovanni
- Sacrifice d'Isaac de Filippo Brunelleschi
- Urne-reliquaire des saints martyrs Proto, Jacinthe et Nemesis de Lorenzo Ghiberti
- panneau de cassone, art toscan

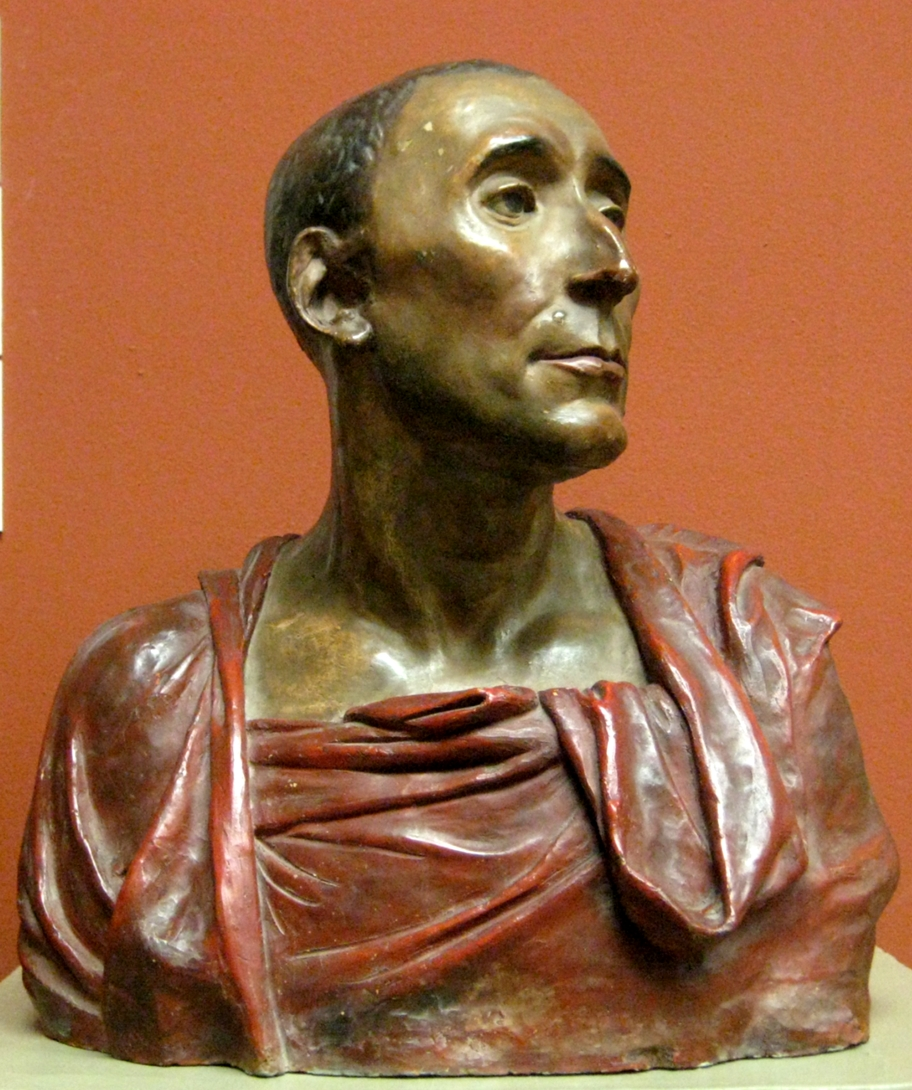
Donatello, Buste de Niccolò da Uzzano, 1432
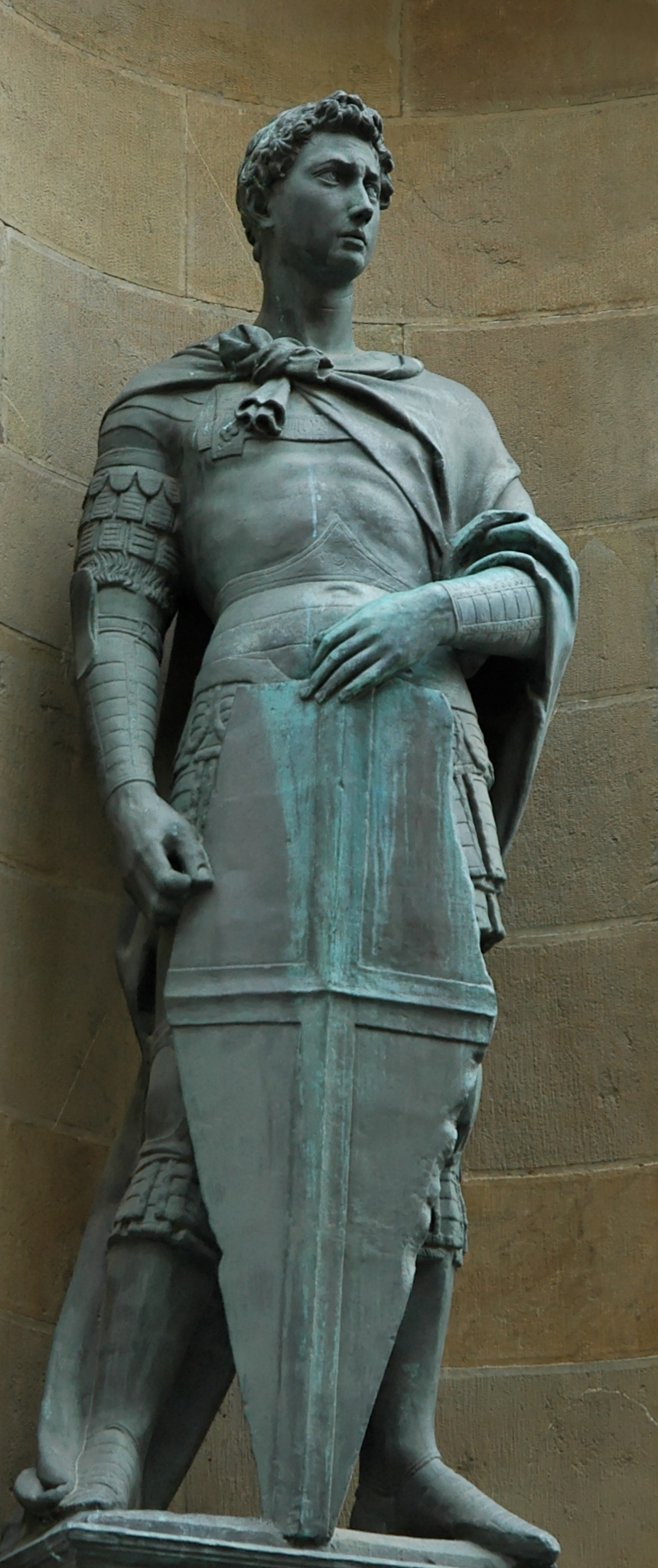
Donatello, Saint Georges
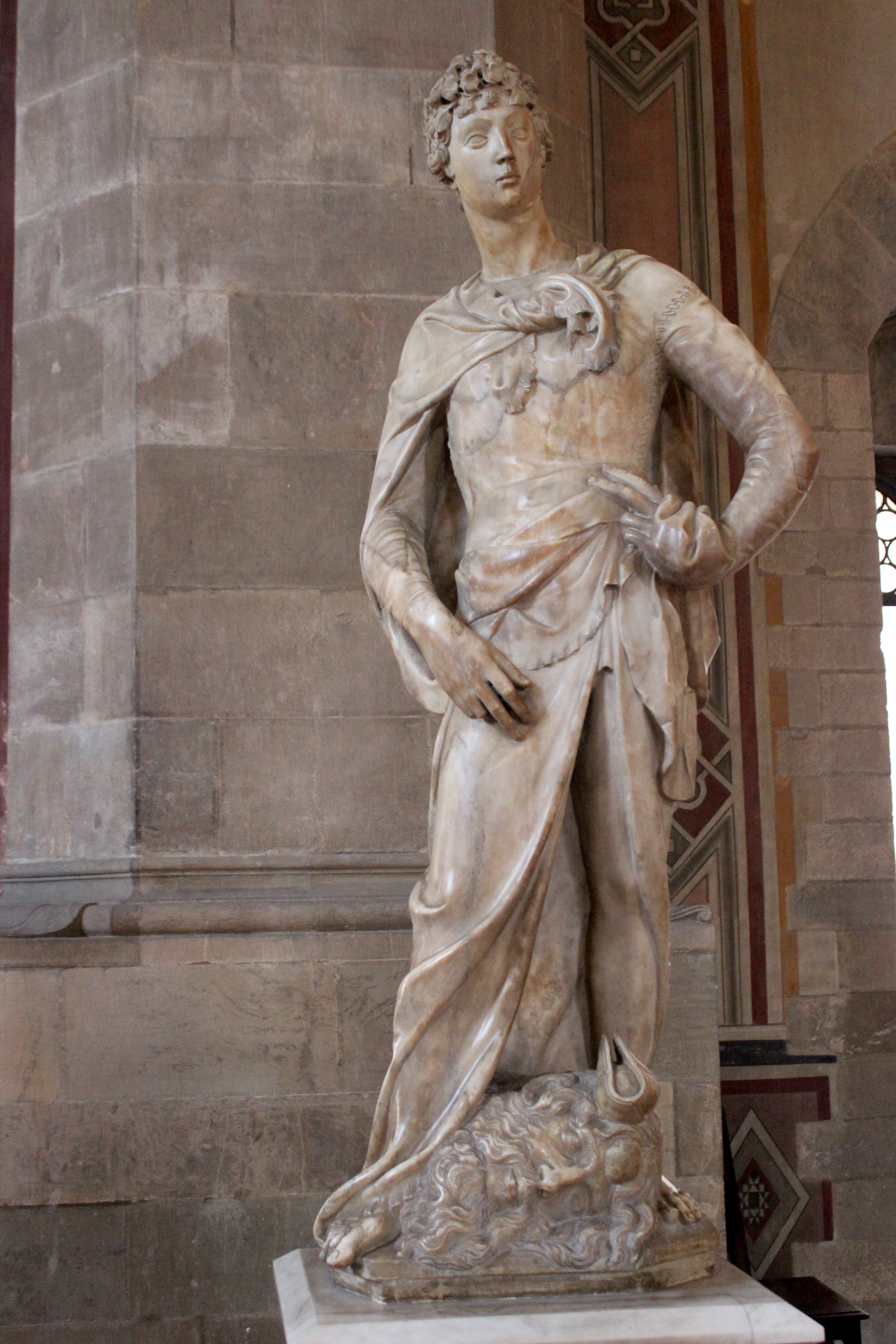
Donatello, David, 1408-1409, marbre
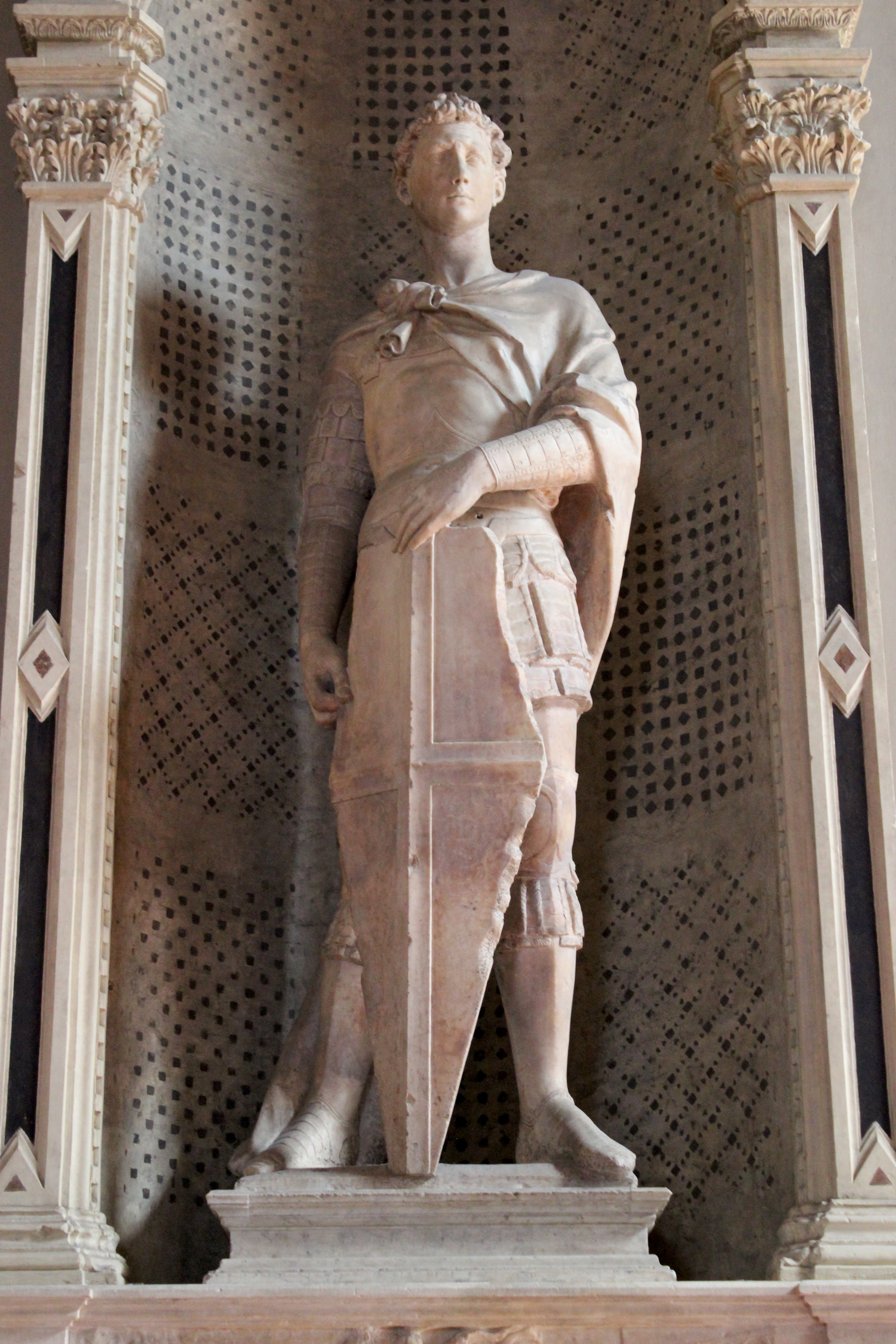
Donatello, Saint Georges, 1415-17
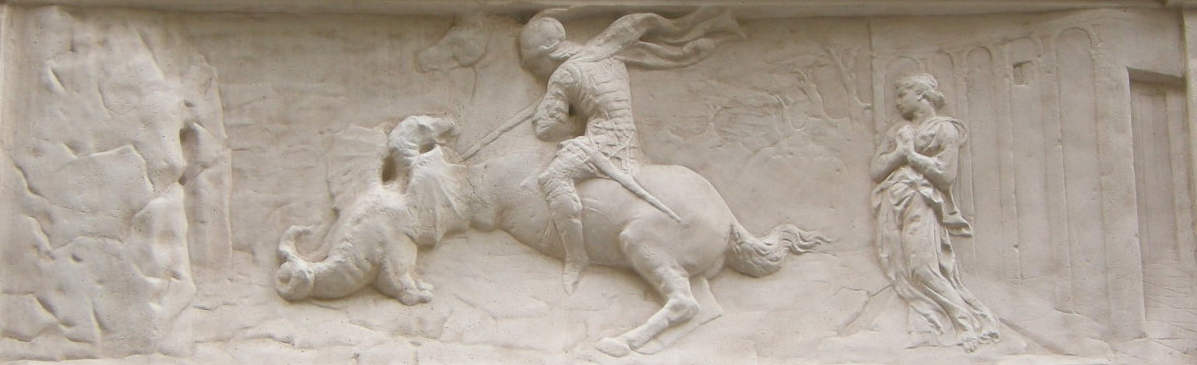
Donatello, Saint Georges libère la princesse, 1415-17, base du précédent.
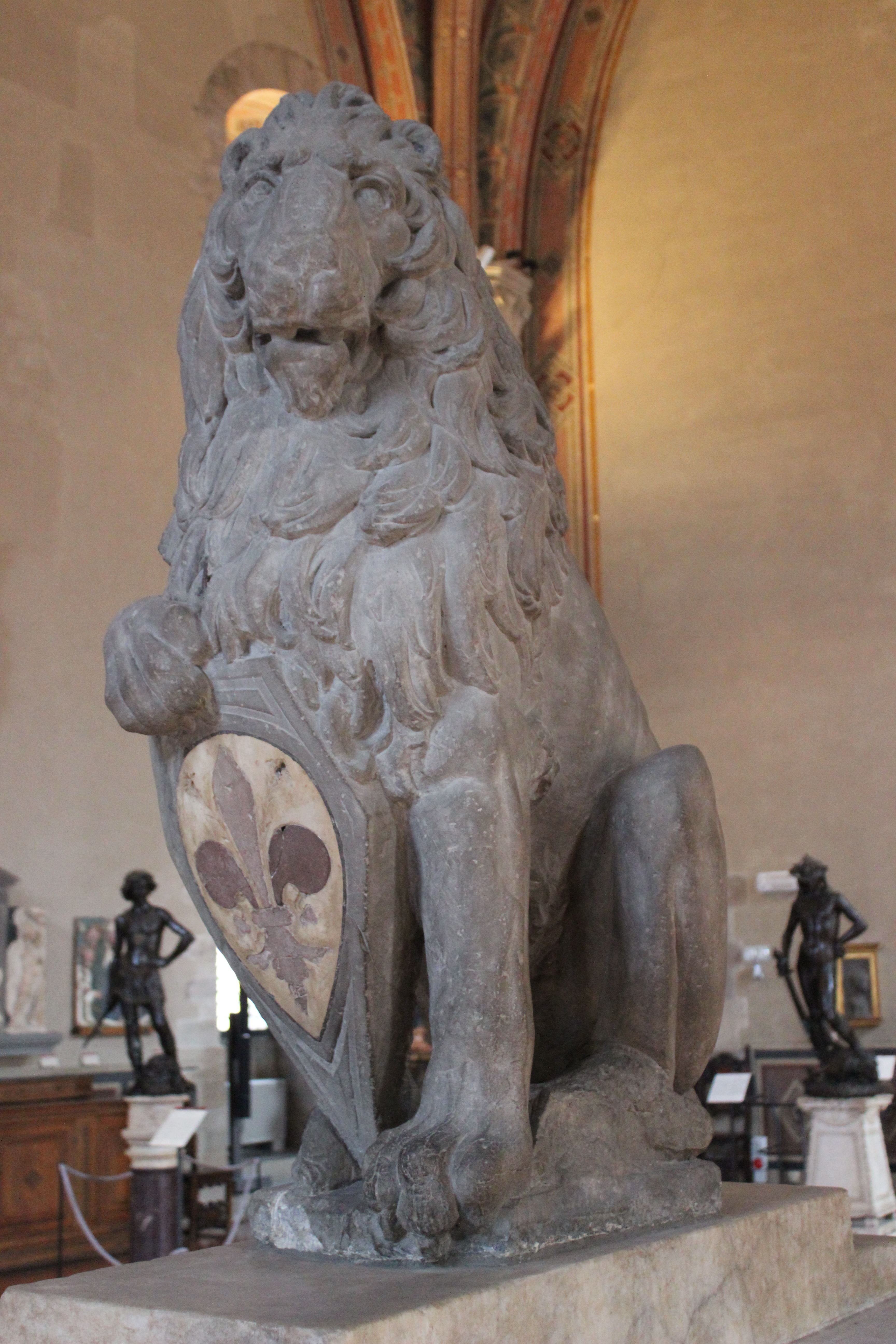
Donatello, Marzocco, 1419-20
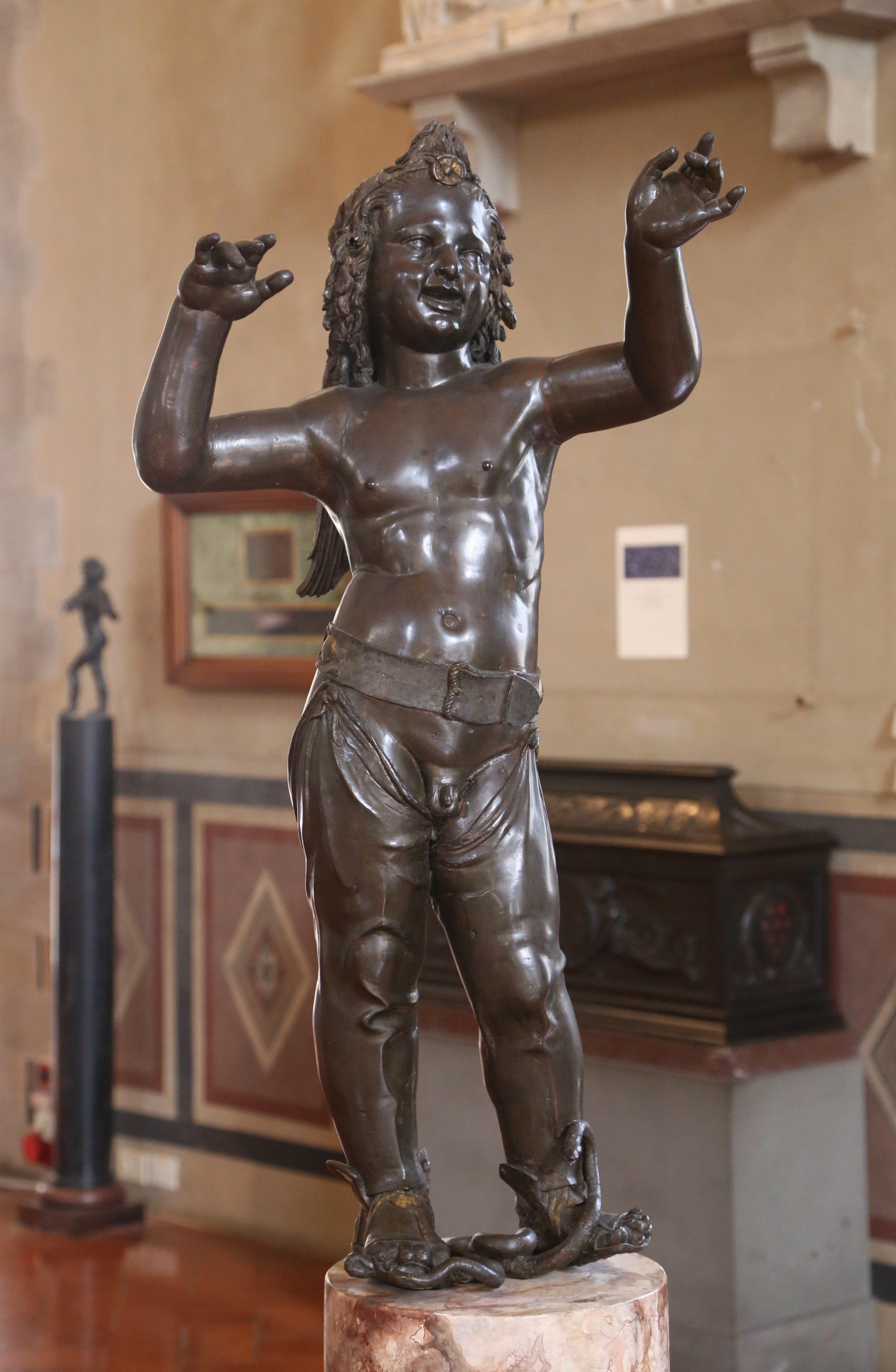
Donatello, Éros–Attis, 1440
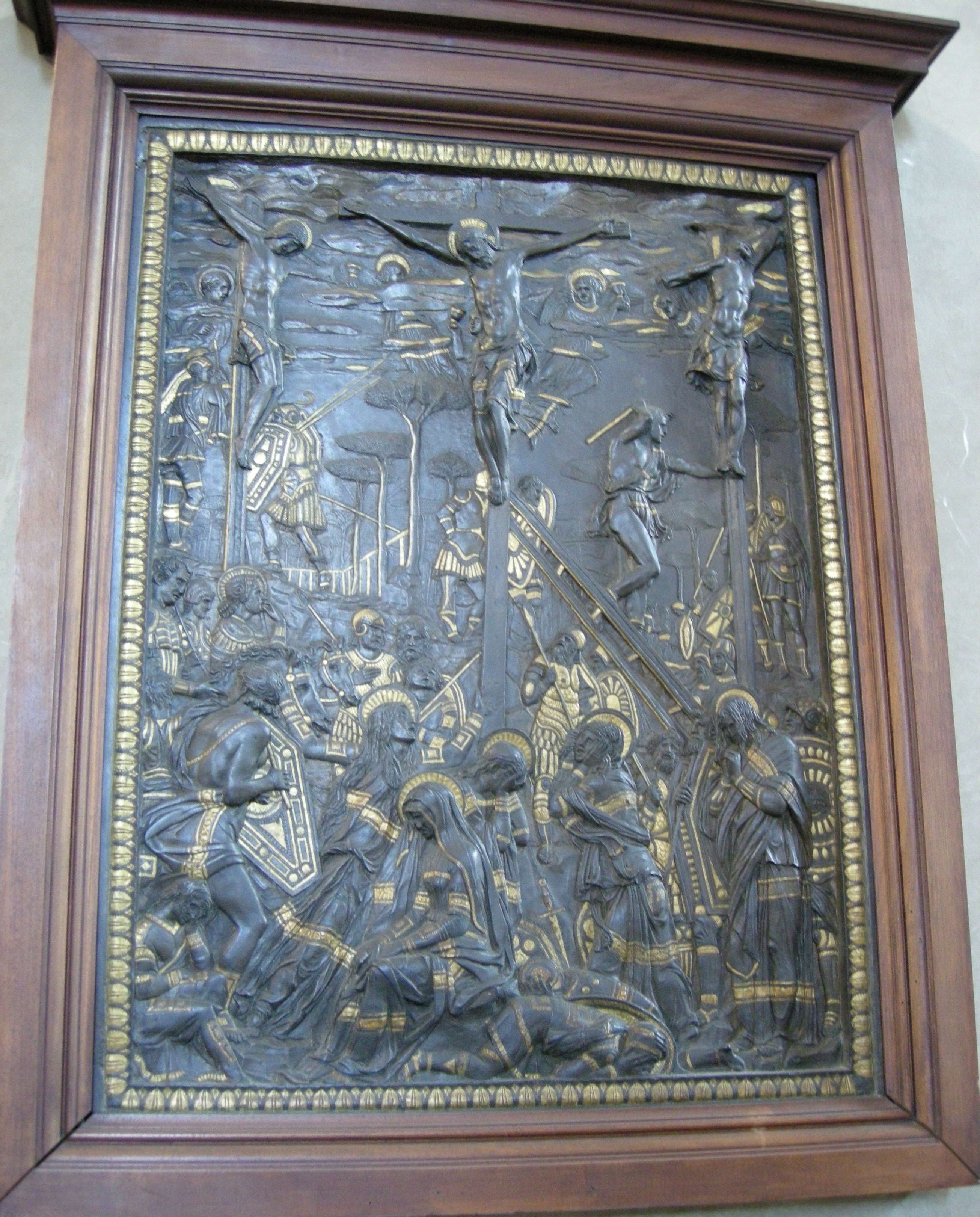
Donatello, Crucifixion
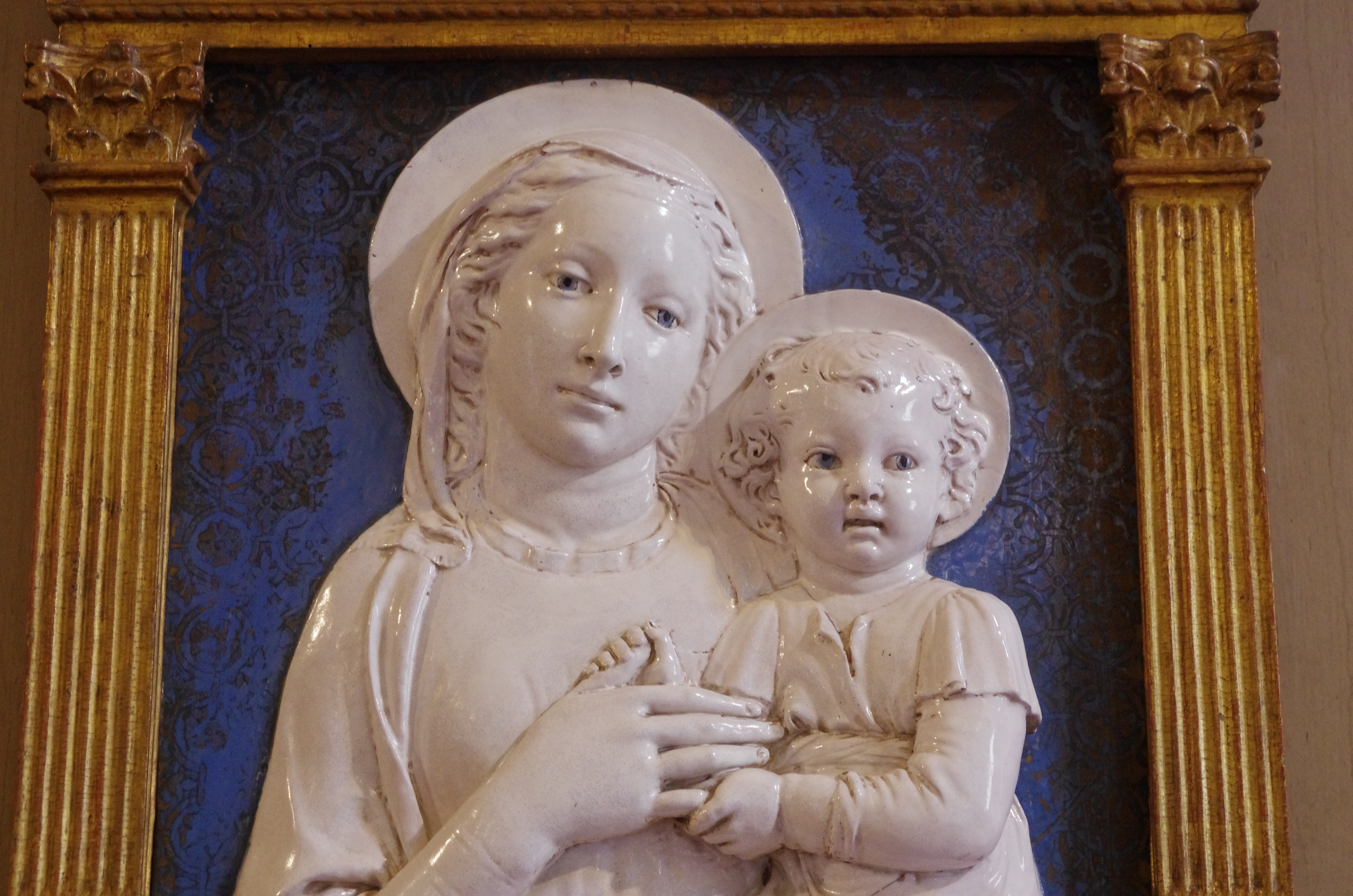
Luca della Robbia, Madonna di Santa Maria Nuova
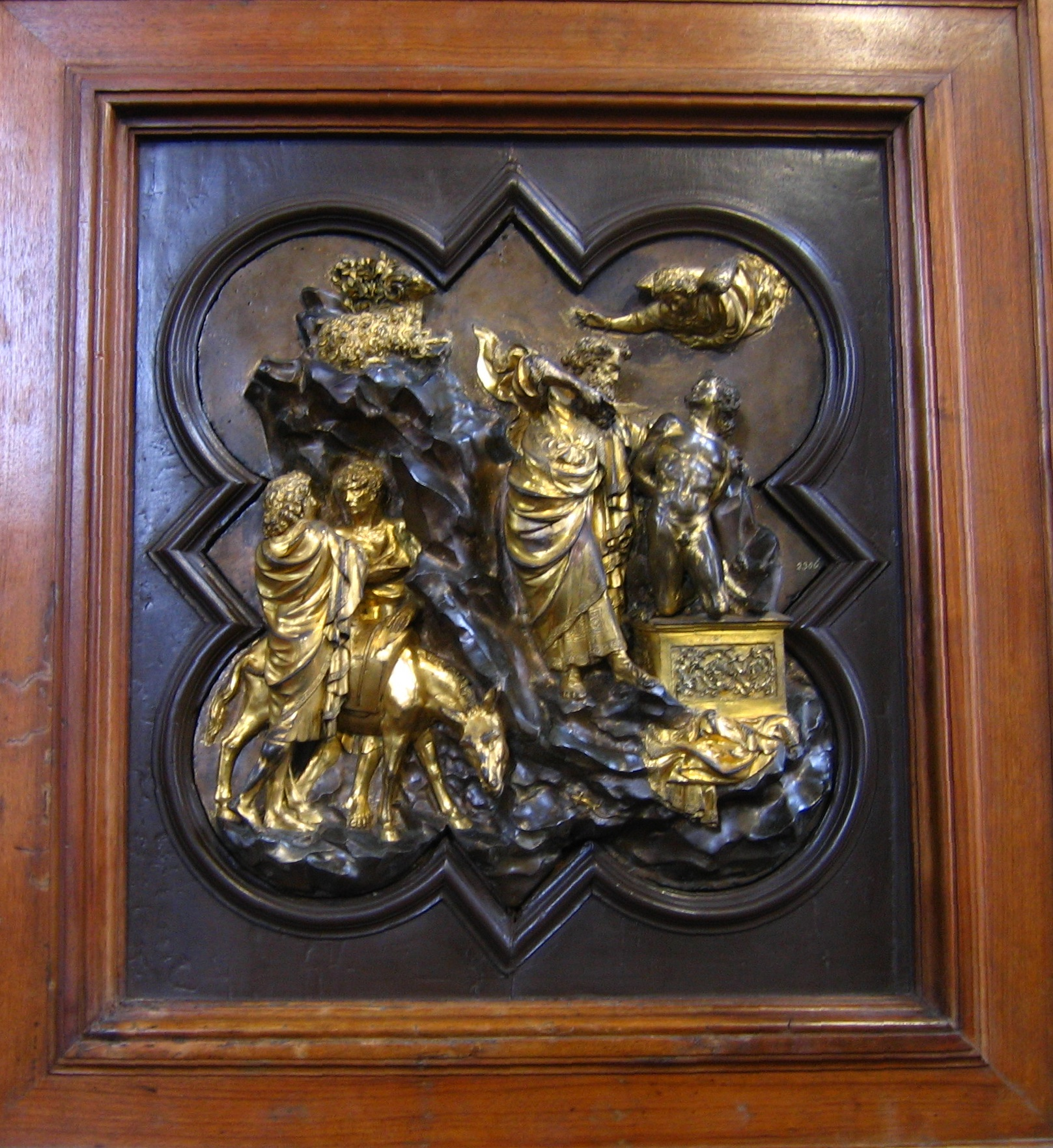
Lorenzo Ghiberti, Sacrifice d'Isaac

#### Loggia
La loggia, construite entre 1317 et 1320 d'après un projet de Tone di Giovanni, fut murée et divisée en cellules avec la transformation du palais en prison ; elle est restaurée au XIXe siècle, décorée de fresques de Gaetano Bianchi avec des décors médiévaux et ornée de quelques cloches d'églises toscanes. En 1932, un nouvel aménagement est réalisé avec des sculptures du XVIe siècle provenant pour la plupart de décors de fontaines et de jardins, dont parmi celles-ci la série d'animaux en bronze de Jean Bologne, provenant de la grotte de la villa Medicea di Castello, dont quelques exemplaires d'un réalisme incroyable, comme le Vanneau ou le Dindon, encore un animal exotique à l'époque.
La loggia abrite le Satyre avec une bouteille (Satiro con fiasca) de Valerio Cigoli.

### Salles du deuxième étage

#### Salle Bruzzichelli
La salle, construite entre 1260 et 1280, fut ensuite divisée en trois pièces utilisées comme cellules. En 1865, avec la restauration et la décoration de Gaetano Bianchi et Brazzini, elle est aménagée avec des bronzes et des bronzetti des Offices, remplacés en 1888 par du verre, de l'orfèvrerie, des médailles de la collection Carrand. En 1983, avec la donation de l'antiquaire Giovanni Bruzzichelli, la salle, dédiée à la collection de ce dernier, abrite également des meubles du XVIe siècle. Depuis le 4 novembre 2021, la salle est fermée et les collections déplacées dans les autres salles du Musée.

#### Salle de la majolique
La salle expose depuis 1888, la collection muséale de majoliques italiennes et non italiennes ; le noyau principal, constitué par les collections Médicis, est constitué de pièces provenant pour la plupart des ateliers d'Urbino. La salle a été enrichie de nouvelles pièces grâce aux dons d'Alessandro Foresi, Antonio Conti , Louis Carrand, Wilhem Bode, Luigi Pisa et Giuseppe Vai Geppi, enfin en 1997 du legs Pillitteri et en 1999 du legs Middeldorf.
Aux murs se trouvent quelques céramiques vernissées de l'atelier della Robbia : un tondo de l'atelier de Giovanni della Robbia représentant Saint François d'Assise ; un tondo du même atelier représentant Sainte Ursule ; un tondo de Luca della Robbia le Jeune, emblème matrimonial des familles Bartolini-Salimbeni avec les symboles de la compagnie Médicis ; un panneau de l'atelier de Giovanni della Robbia représentant la Rencontre entre saint Benoît et le roi Totila ; un tondo, œuvre de l'atelier d'Andrea della Robbia, représentant le symbole du chapitre de la cathédrale de Florence ; et un tondo de Giovanni della Robbia avec les armoiries de mariage des familles Gaetani-Minerbetti datées de 1493.

#### Salle de Verrocchio et sculptures de la seconde moitié duXVesiècle

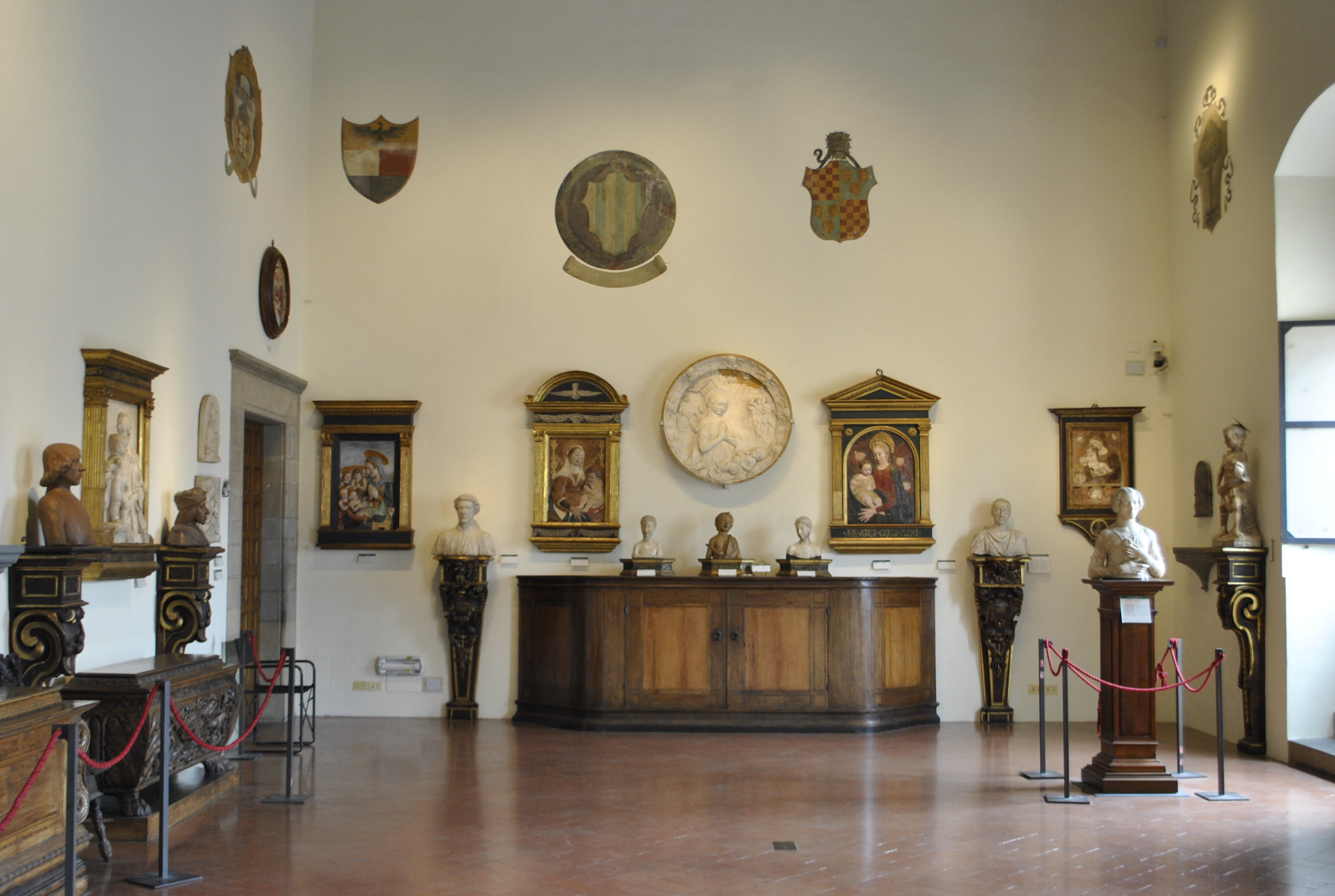
Salle de Verrocchio.

La salle servit de prison à partir de 1574 et fut restaurée en 1865, en la décorant des armoiries de certaines familles florentines de Gaetano Bianchi. La salle est aménagée avec des sculptures de la seconde moitié du XVe siècle, provenant pour la plupart des Offices, des collections Médicis et Lorraine.
Parmi les œuvres exposées, le David en bronze d'Andrea del Verrocchio (vers 1470) se distingue avec un réalisme presque opposé au classicisme de Donatello. La délicate Dama col mazzolino et le Buste de Piero di Lorenzo de' Medici sont l'œuvre du même artiste. D'autres bustes de personnages célèbres de la Renaissance sont conservés dans cette salle, comme le Jeune Guerrier d' Antonio Pollaiuolo, le Portrait de Battista Sforza de Francesco Laurana et le Buste de Pietro Mellini de Benedetto da Majano, ainsi que de nombreuses sculptures, statues et reliefs, de Mino da Fiesole et Antonio Rossellino.
Œuvres présentes dans la salle :

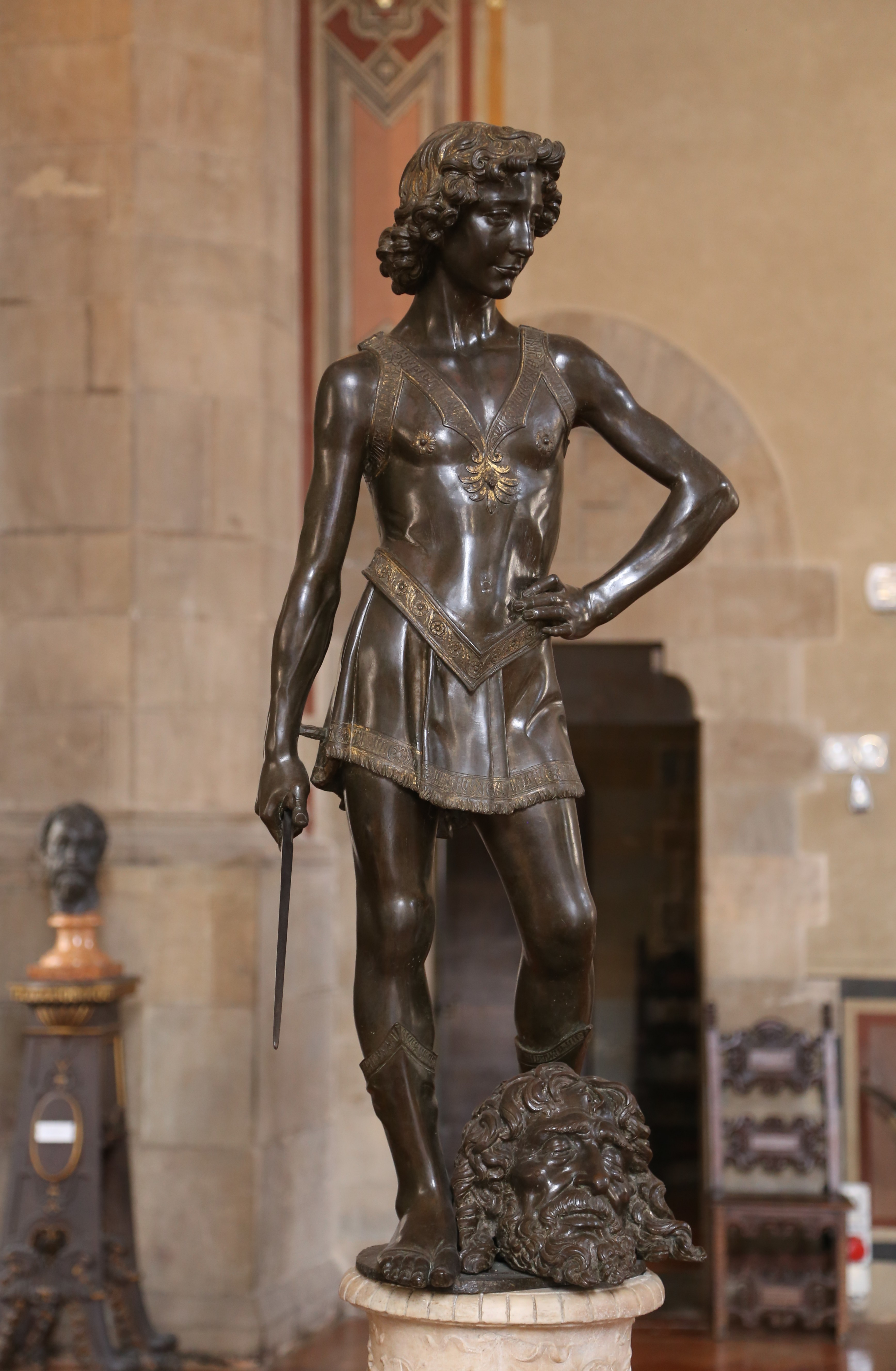
Andrea del Verrocchio, David, 1466-69

- le David en bronze et or, Mort de Francesca Pitti Tornabuoni, Madone, La Résurrection, Buste de garçon de Verrocchio (1476)
- Jeune homme en armure, terre-cuite peinte Antonio del Pollaiolo
- Portrait d'inconnu marbre, Ecce Homo de Matteo Civitali (en)
- Battista Sforza de Francesco Laurana
- Madone et anges adorants, Matteo Palmieri, Madone aux candélabres d'Antonio Rossellino
- diverses pièces de marbre de Mino da Fiesole

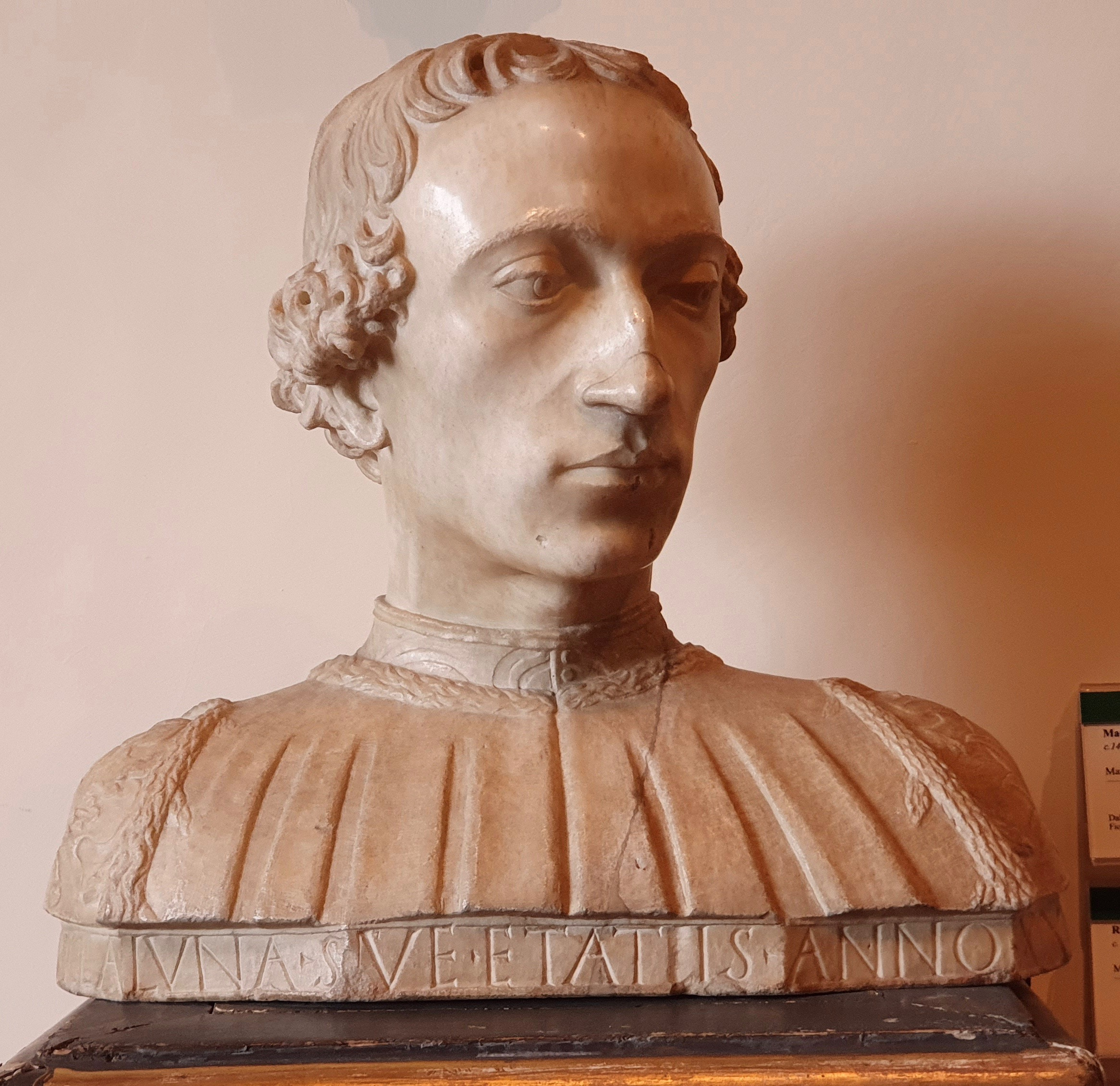
Mino da Fiesole, Buste de Rinaldo della Luna, 1461
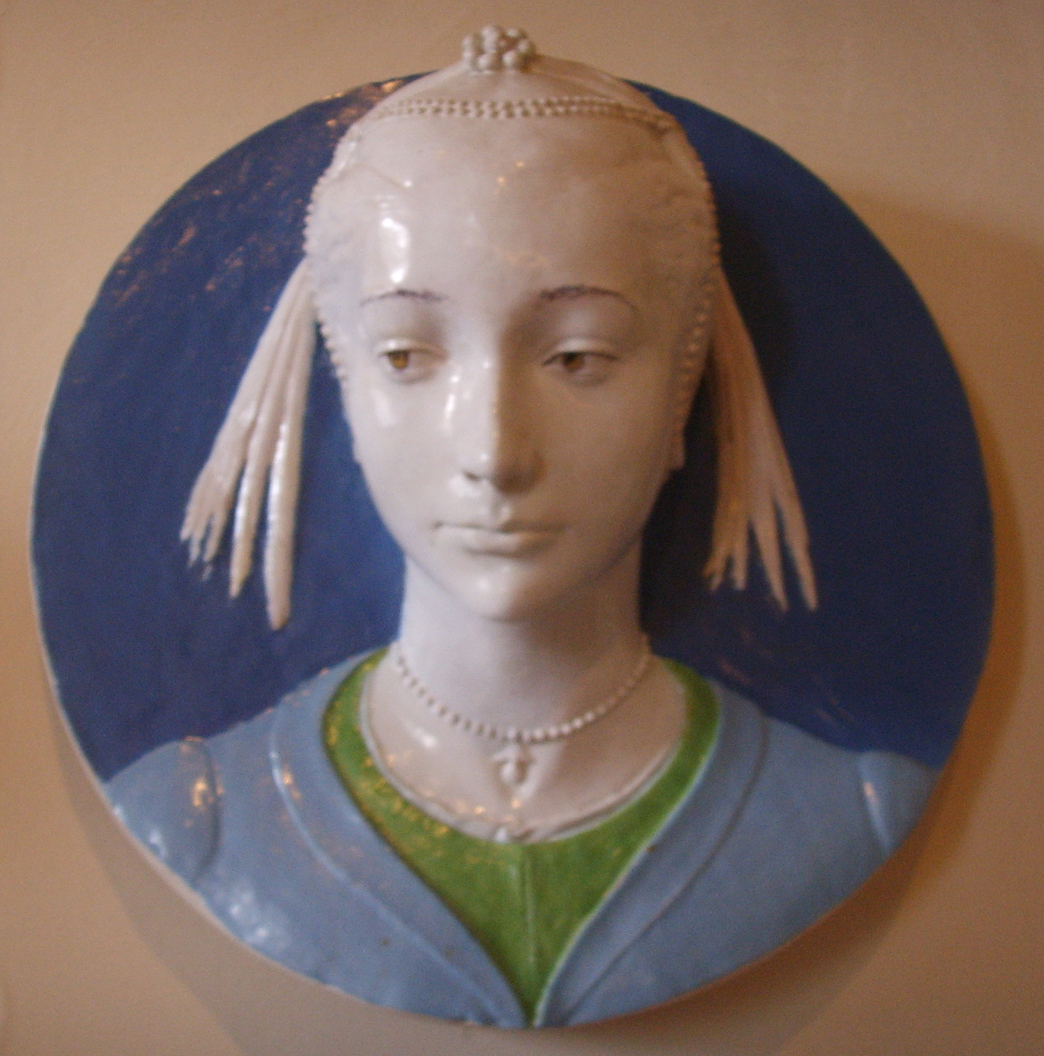
Andrea della Robbia, Buste d'une jeune fille (it), 1465-1470
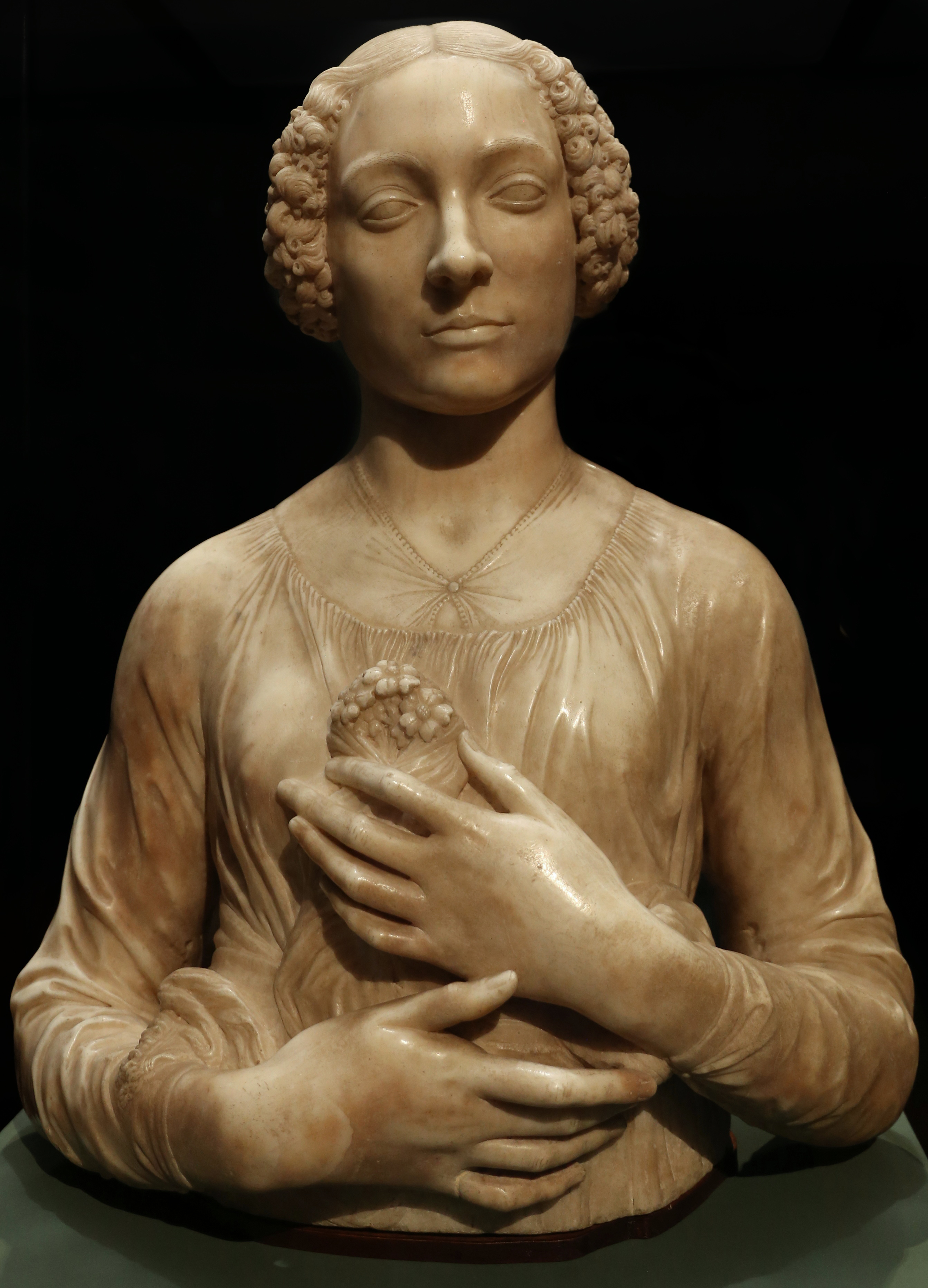
Andrea del Verrocchio, Femme au bouquet, 147

#### Salle desBronzetti

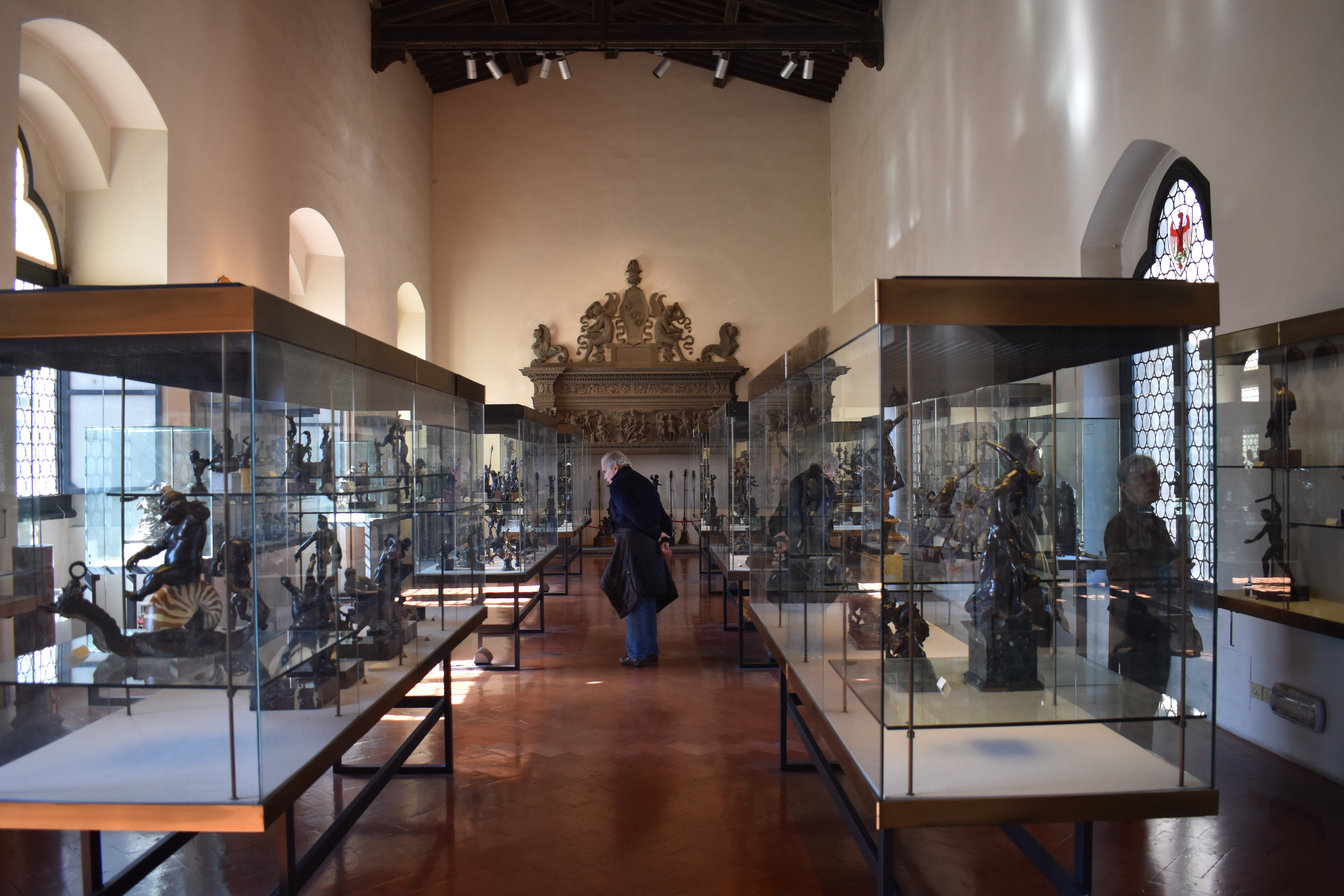
Salle des Bronzetti.

La salle abrite l'une des plus importantes collections de bronzetti, le plus grand noyau appartenant aux collections Médicis, certainement la première en Italie pour la qualité et la taille, avec quelques pièces de valeur absolue comme Hercule étouffant Antée d'Antonio Pollaiolo et Ganymède de Benvenuto Cellini, ainsi que des œuvres de Jean Bologne et Andrea Briosco dit Riccio. Dans cette pièce se trouve également la cheminée créée par Benedetto da Rovezzano.

#### Salle d'Andrea della Robbia
Lors de l'utilisation du palais comme prison, la pièce a été divisée en quatre pièces pour créer des cellules ; avec la restauration du XIXe siècle, elle est aménagée d'abord avec des sculptures en terre cuite, puis avec des œuvres de Benvenuto Cellini. Depuis 1972, elle est consacrée à l'œuvre d'Andrea Della Robbia. Parmi les œuvres les plus remarquables figurent le Buste d'enfant, le Portrait de jeune fille, la Vierge des architectes (1475) et la Madone au Coussin, des terrecotte invetriate dans un élégant bicolore bleu/blanc.

#### Salle de Giovanni della Robbia
La salle est aménagée avec des œuvres de Giovanni della Robbia et d'autres collaborateurs et artistes similaires, dont un grand tabernacle en terracotta invetriata polychrome, un exemple du style de Giovanni, qui, par rapport aux artistes précédents de la famille Della Robbia, essayait d'utiliser toutes les couleurs techniquement possibles, caractérisant ses œuvres par une polychromie, généralement une pentachromie avec du blanc, du bleu, du jaune, du vert et du marron.

#### Salle d'armurerie
La salle abrite les vestiges de l'armurerie Médicis et Urbino enrichis par les donations Carrand et Ressman.

#### Salles des sculptures baroques et des médailles

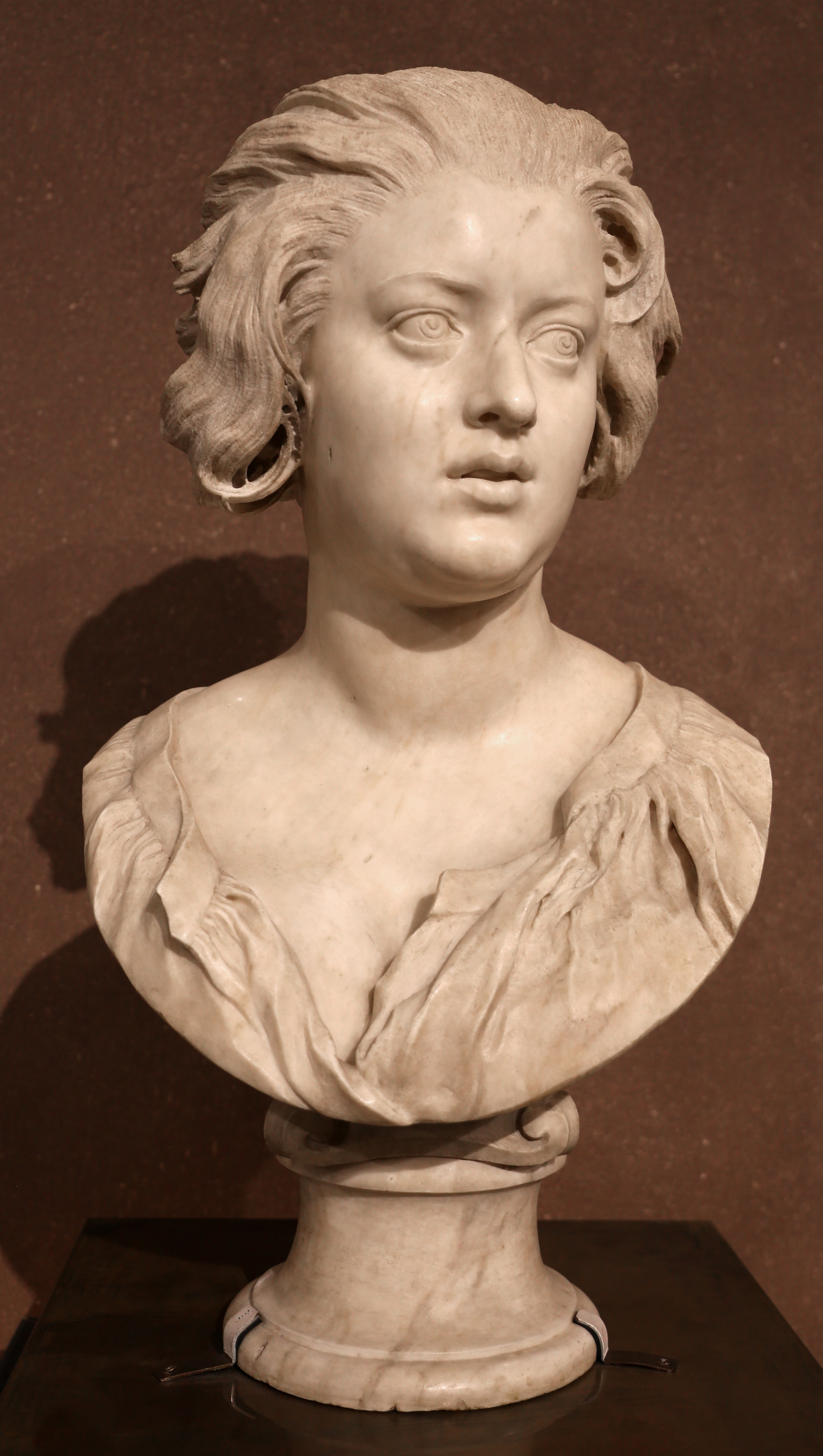
Le Bernin, Buste de Costanza Bonarelli, 1636-1637.

Les salles, réaménagées en 1990, abritent la collection de médailles et de sculptures de l'époque baroque du Bargello. Le Buste de Costanza Bonarelli du  Bernin y est conservé.
La collection de médailles Médicis et Grand-Ducal, parmi les plus riches d'Italie également grâce à une série d'achats et d'ajouts jusqu'à nos jours, peut être visitée pour la plupart uniquement sur demande du fait du vol en 1932, du seul exemplaire connu dans le monde d'une médaille d'or de Pisanello, détruite peu de temps après.